# Vudú haitiano
No debe confundirse con el vudú luisianés o/u hoodoo.

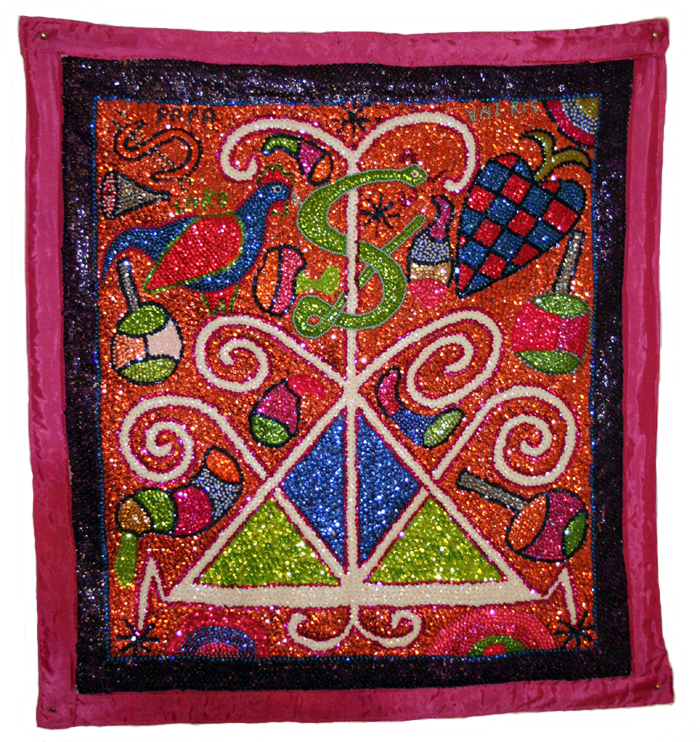
Una bandera drapo con lentejuelas, que representa el símbolo vèvè del loa Loko Atison; estos símbolos juegan un papel importante en el ritual vudú

El vudú (o vodú) haitiano es una religión de la diáspora africana que se desarrolló en Haití entre los siglos XVI y XIX. Esta religión surgió a través de un proceso de sincretismo entre varias religiones tradicionales de África Occidental y Central y el catolicismo. No hay una autoridad central en control de la religión y existe enorme diversidad entre los practicantes, que se conocen como vuduistas, vuduisantes o serviteurs.
El vudú o vodú gira en torno a espíritus que reciben el nombre de loa (o lwa). Típicamente, derivan sus nombres y atributos de divinidades tradicionales de África Occidental y Central, y se equiparan con los santos católicos. Los loa se dividen en grupos diferentes, las nanchon («naciones»), de manera más notable los Rada y los Petwo. Se narran varios mitos e historias acerca de estos loa, que se consideran subordinados a una deidad creadora trascendente, Bondye. Esta teología ha sido llamada tanto monoteísta como politeísta. Como tradición iniciática, los vuduistas suelen reunirse para venerar a los loa en un ounfò (templo), liderado por un houngan (sacerdote) o una manbo (sacerdotisa). Un ritual central consiste en que los practicantes toquen tambores, canten y bailen para animar a un loa a que posea a uno de sus miembros y así comunicarse con ellos. Entre las ofrendas que se brindan a los loa están frutas, licor y animales sacrificados. También se brindan ofrendas a los espíritus de los muertos. Se emplean varias formas de adivinación para descifrar los mensajes recibidos de los loa. Rituales de curación y preparación de remedios herbales y talismanes también juegan un papel destacado.
El vudú o vodú se desarrolló entre las comunidades afrohaitianas en medio del comercio atlántico de esclavos entre los siglos XVI al XIX. Su estructura surgió de la mezcla de las religiones tradicionales de los esclavos llegados de África occidental y central, entre ellas las de los pueblos yoruba, fon y kongo, que fueron llevados a la isla de La Española. Allí, el vudú absorbió influencias de la cultura de los colonialistas franceses que controlaban la colonia de Saint-Domingue, notablemente del catolicismo pero también de la francmasonería. Muchos vuduistas participaron en la Revolución haitiana entre 1791 y 1804 que derrocó al gobierno colonial francés, aboliendo la esclavitud y transformando a Saint-Domingue en la república de Haití. La Iglesia Católica fue expulsada durante varias décadas tras la Revolución, lo que permitió que el vudú o vodú se convirtiera en la religión dominante en Haití. En el siglo XX, la creciente emigración extendió el vudú a otros países. A finales del siglo XX, se empezaron a crear vínculos crecientes entre el vudú y tradiciones relacionadas tanto en África occidental como en las Américas, tales como la santería cubana o el candomblé brasileño, a la vez que algunos practicantes influenciados por el movimiento Negritud han tratado de eliminar de la religión las influencias católicas.
Muchos haitianos practican el vodú o vudú en alguna medida, si bien típicamente practican también el catolicismo, sin encontrar ningún problema en practicar los dos sistemas diferentes simultáneamente. Existen comunidades de vuduistas más pequeñas en otros lugares, particularmente entre la diáspora haitiana en los Estados Unidos. Tanto en Haití como en otros países, el vudú se ha extendido más allá de sus orígenes afrohaitianos y es practicado por personas de diversas etnicidades. El vodú o vudú ha sido objeto de muchas críticas a lo largo de su historia y ha sido descrito repetidamente como una de las religiones más incomprendidas del mundo.

## Definiciones y terminología

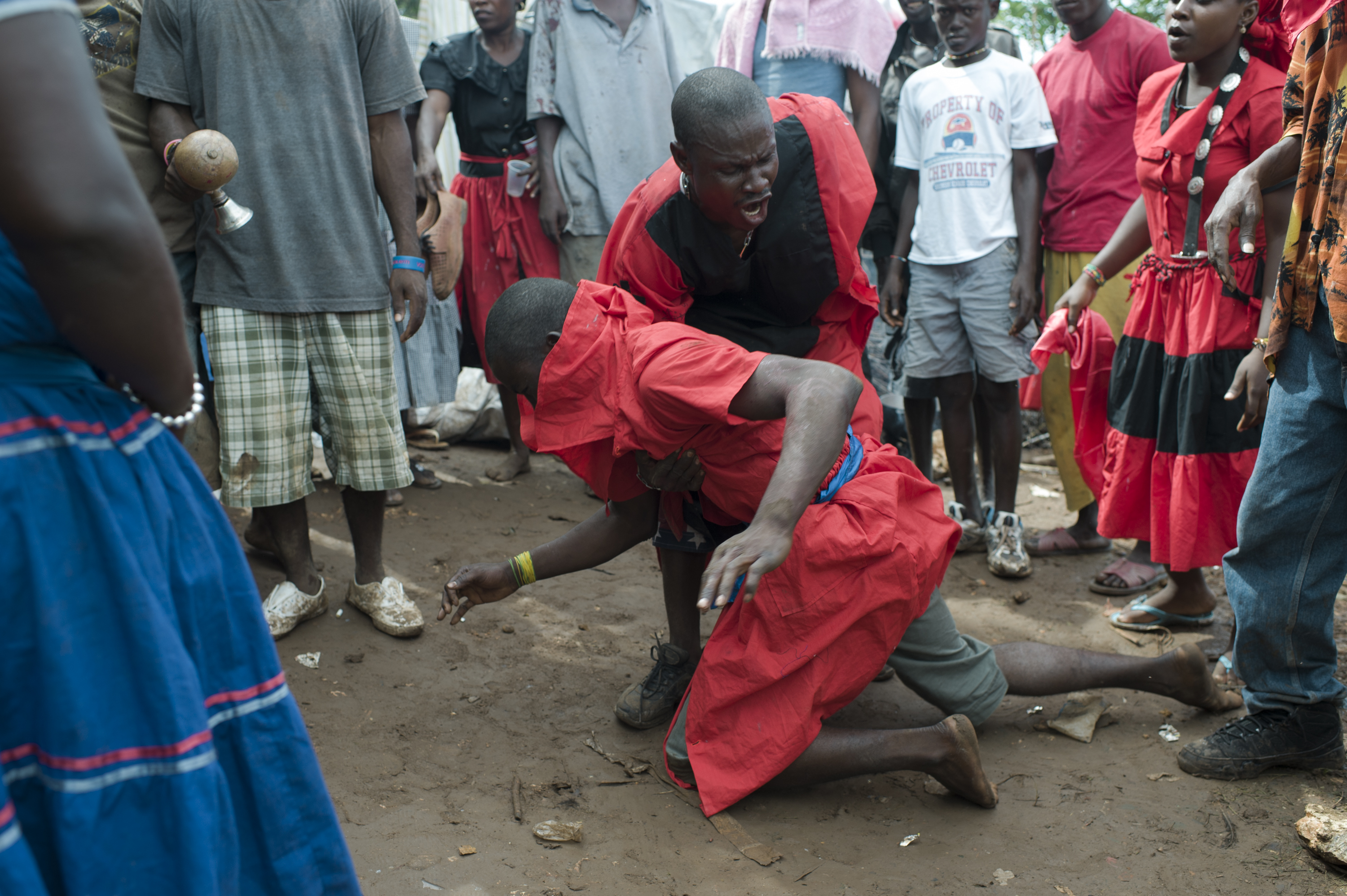
Un houngan (sacerdote del vodú o vudú) con otro practicante en una ceremonia en Haití en 2011

El vodú o vudú es una religión. Más específicamente, se le ha caracterizado como la «religión nacional» de Haití y como religión afrohaitiana, así como «religión tradicional»  y «religión popular». Su estructura principal se deriva de las religiones tradicionales africanas de África occidental y central que fueron llevadas a Haití por africanos esclavizados entre los siglos XVI y XIX. En la isla, tales religiones africanas se mezclaron con la iconografía de tradiciones derivadas de Europa, como el catolicismo y la francmasonería, adoptando la forma del vudú alrededor de mediados del siglo XVIII . En tanto combina diversas influencias, el vodú o vudú a menudo ha sido descrito como sincrético, o una «simbiosis», una religión que exhibe diversas influencias culturales.
A pesar de sus influencias más antiguas, el vodú o vudú representó «una nueva religión»,«un sistema criollizado del Nuevo Mundo», que difiere en muchos aspectos de las religiones tradicionales africanas. Una de las más complejas de las tradiciones de la diáspora africana, el académico Leslie Desmangles la llamó una «tradición derivada de África», Ina J. Fandrich la llamó una «religión neoafricana», y Markel Thylefors la llamó «religión afrolatinoamericana». A raíz de sus orígenes compartidos en la religión tradicional de África occidental, el vudú o vodú ha sido caracterizado como una «religión hermana» de la santería cubana y el candomblé brasileño.
En inglés, los practicantes del vodú o vudú se denominan Vodouists, mientras que en francés y criollo haitiano son llamados Vodouisants o Vodouyizan. Otro término usado para referirse a los practicantes es el de sèvitè (serviteurs, «devotos»), reflejando su autodescripción como personas que sèvi lwa («sirven a los lwa»), los seres sobrenaturales que juegan un papel central en el vudú. Al carecer de una autoridad institucional central, el vudú no tiene un líder único. Por lo tanto, no tiene ortodoxia, no tiene liturgia central, ni un credo formal. Desarrollándose a lo largo de varios siglos, ha cambiado con el tiempo. Muestra variaciones tanto a nivel regional como local —incluyendo variantes entre Haití y la diáspora haitiana—así como entre diferentes congregaciones. Se practica domésticamente, por familias en sus tierras, pero también por congregaciones que se reúnen comunalmente, siendo estas últimas denominadas «templo vudú».

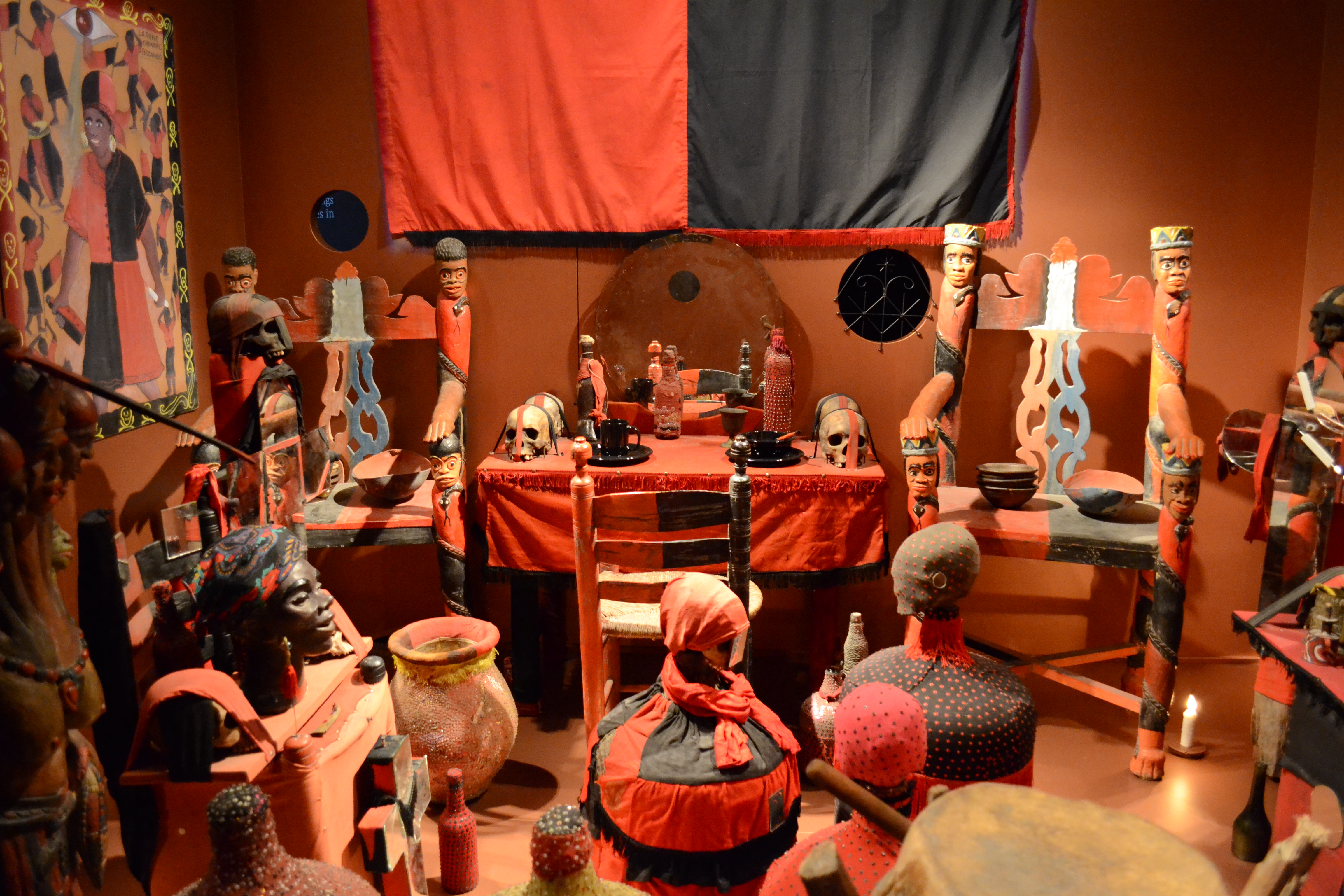
Una selección de elementos rituales utilizados en la práctica del vudú en exhibición en el Museo canadiense de la civilización.

En la cultura haitiana, generalmente las religiones no se consideran totalmente autónomas, y muchos haitianos practican tanto el vodú o vudú como el catolicismo. Los vuduistas suelen considerarse a sí mismos católicos. En Haití, los vuduistas también han practicado el mormonismo y la francmasonería, mientras que en el exterior también han practicado la santería y el paganismo moderno. El vudú también ha absorbido elementos de otros contextos; en Cuba, algunos vuduistas han adoptado elementos del espiritismo. Influenciados por el movimiento Negritud, otros vuduistas han tratado de eliminar las influencias católicas y otras influencias europeas de su práctica del vudú.
El lenguaje ritual usado en el vodú o vudú se denomina langaj. Muchos de estos términos—entre ellos la misma palabra vodú o vudú —se derivan del idioma fon de África Occidental. Apareciendo por escrito por primera vez en la Doctrina Christiana de fr. Juan de Plasencia (1658), la palabra fon Vôdoun se usaba en el reino de Dahomey en África occidental para referirse a un espíritu o deidad. En criollo haitiano, vudú llegó a designar un estilo específico de danza y percusión, antes de que los extraños a la religión lo adoptaran como un término genérico para referirse a gran parte de la religión afrohaitiana. La palabra vudú ahora abarca «una variedad de tradiciones y prácticas religiosas de Haití y de origen africano», incorporando «un conjunto de prácticas que los practicantes mismos no agregan». El término vodú o vudú es, por lo tanto, utilizado principalmente por académicos y personas ajenas a la religión; muchos practicantes describen su sistema de creencias con el término Ginen, que denota especialmente una filosofía moral y un código ético en relación con cómo vivir y servir a los espíritus loa.
Vodou es la forma común en que se escribe el nombre de la religión entre académicos, en la ortografía criolla haitiana oficial y por la Biblioteca del Congreso de los Estados Unidos. Algunos académicos usan las grafías Vodoun o Vodun, mientras que en francés también aparecen las grafías vaudou o vaudoux. La grafía Voodoo (de donde proviene el español vudú), otrora común, ahora es generalmente evitada tanto por practicantes como académicos para referirse a la religión haitiana. Esto es tanto para evitar confusiones con el Vudú de Louisiana, una tradición relacionada pero distinta, como para distinguirlo de las connotaciones negativas que el término Vudú tiene en la cultura popular occidental.

## Creencias

### Bondye y los loa

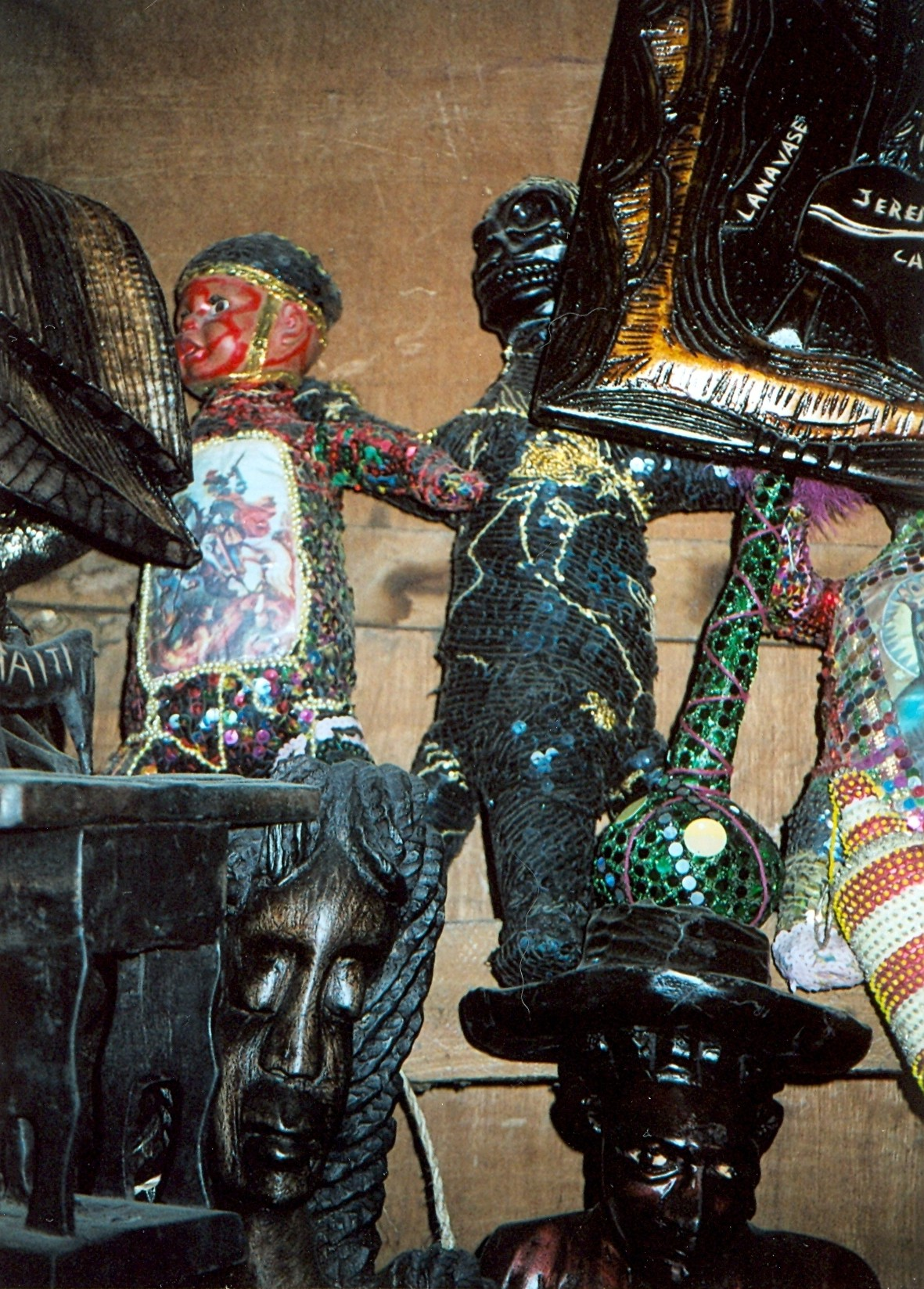
Parafernalia vudú a la venta en el Marché de Fer (Mercado del Hierro) en Puerto Príncipe, Haití.

Enseñando la existencia de un solo Dios supremo, el vudú o vodú ha sido descrito como monoteísta. Se cree que esta entidad, llamada Bondye o Bonié, creó el universo. El nombre proviene de un término derivado del francés Bon Dieu («Buen Dios»). Otro término utilizado es el de Gran Mèt, que deriva de la francmasonería. Para los voduistas, Bondye es visto como la fuente última de poder, considerada responsable de mantener el orden universal. Bondye también es considerado remoto y trascendente, sin involucrarse en asuntos humanos, por lo que no tiene mucho sentido acercarse a él directamente. Los haitianos suelen utilizar la frase si Bondye vle («si Bondye lo desea»), lo que sugiere una creencia de que todas las cosas ocurren de acuerdo con la voluntad de esta divinidad. Mientras que los vuduistas a menudo equiparan a Bondye con el Dios cristiano, el vudú no incorpora la creencia en un antagonista poderoso que se oponga al ser supremo cercano a a la noción cristiana de Satanás.
El vudú o vodú también ha sido caracterizado como politeísta. Enseña la existencia de seres conocidos como los loa (o loa), un término que se traduce de diversas formas como «espíritus», «dioses» o incluso «genios». Estos loa también se conocen como los mystères, anges, saints o les invisibles, y a veces se equiparan con los ángeles de la cosmología cristiana. El vudú enseña que existen más de mil loa. Los loa pueden ofrecer ayuda, protección y consejo a los humanos, a cambio del servicio ritual. Se les considera intermediarios de Bondye, y poseedores de una sabiduría que es útil para los humanos, aunque no se les considera ejemplos morales que los practicantes deban imitar. Cada loa tiene su propia personalidad, y se le asocia con colores específicos, días de la semana, y objetos. Los loa pueden ser leales o caprichosos en sus tratos con sus devotos; los vuduistas creen que los loa se ofenden fácilmente, por ejemplo cuando se les ofrece comida que no les gusta. Cuando se enojan, se cree que los loa quitarán la protección a sus devotos o infligirán desgracias, enfermedad o locura a una persona.
Aunque con excepciones, la mayoría de los nombres de los loa derivan de los idiomas fon y yoruba. Sin embargo, se añaden nuevos loa. Los practicantes creen que algunos sacerdotes y sacerdotisas vudú se convierten en loa después de su muerte, o que ciertos talismanes se han convertido en loa. Los vuduistas a menudo dicen que los loa residen en «Guinea», aunque esto no pretende ser una ubicación geográfica precisa, sino un entendimiento generalizado de África como la tierra ancestral. También se cree que muchos loa viven bajo el agua, en el fondo del mar o en los ríos. Los vuduistas creen que los loa se comunican con los humanos por medio de sueños y a través de la posesión de seres humanos.

#### Lasnanchon
Los loa se dividen en nanchon o «naciones». Este sistema de clasificación se deriva de la forma en que los esclavos africanos occidentales fueron divididos en «naciones» a su llegada a Haití, por lo general con base en su puerto africano de partida en lugar de su identidad etnocultural. El término fanmi (familia) se usa ocasionalmente como sinónimo de «nación» o, alternativamente, como una subdivisión de esta última categoría. A menudo se afirma que existen 17 nanchon, de las cuales las más grandes y dominantes son las de Rada y Petwo. Los Rada derivan su nombre de Arada, ciudad en el reino de Dahomey en África Occidental. Los loa Rada son considerados generalmente como dous o doux, lo que significa que son de temperamento dulce. Los loa Petwo se ven en contraste como loa chaud (loa cho), lo que sugiere que pueden ser enérgicos o violentos y se les asocia con el fuego; generalmente se los considera socialmente transgresores y subversivos. Los loa Rada son vistos como «fríos» y los loa Petwo «calientes». Los loa Rada generalmente son considerados justos, mientras que sus contrapartes Petwo son considerados más ambiguos moralmente, asociados con cuestiones como el dinero. Los loa Petwo provienen de varios orígenes, entre ellos criollos, congos y dahomeyanos. Muchos loa existen andezo o en deux eaux, lo que significa que están «en dos aguas» y se les sirve tanto en rituales Rada como Petwo.

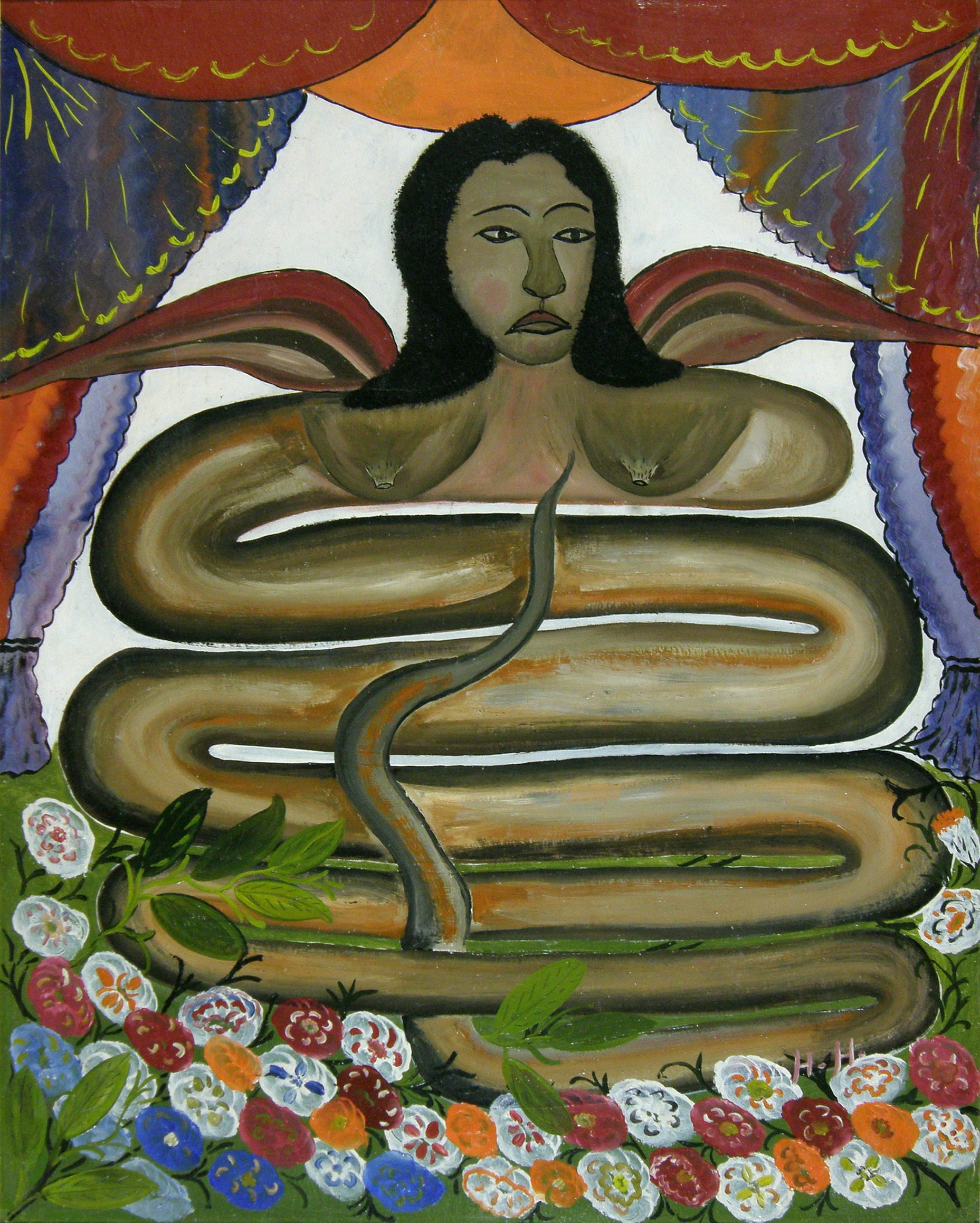
Una pintura de la loa Danbala, una serpiente, del artista haitiano Hector Hyppolite.

Papa Legba, también llamado Legba, es el primer loa al que se saluda durante las ceremonias. Se le representa como un débil anciano vestido con harapos y usando una muleta. Papa Legba es considerado como el protector de puertas y cercados y, por lo tanto, del hogar, así como de caminos, senderos y cruces de caminos. Los segundos loa en ser saludados son usualmente los Marasa o gemelos sagrados. En el vodú o vudú, cada nación tiene sus propios Marasa, reflejando la creencia de que los gemelos tienen poderes especiales. A Agwé, también llamado Agwé-taroyo, se le asocia con la vida acuática y es protector de barcos y pescadores. Se cree que Agwé gobierna el mar con su consorte, La Sirène (Mami Wata). Es una sirena, y a veces se la describe como Èzili de las Aguas pues se cree que trae buena suerte y riqueza del mar.Èzili Freda o Erzuli Freda es la loa del amor y el lujo, personificando la belleza y gracia femeninas. Èzili Dantò o Èzili Banto es una loa que toma la forma de una campesina.
Zaka (o Azaka) es el loa de los cultivos y la agricultura, por lo general llamado «Papá» o «Primo». Su consorte es la loa Kouzinn. Loco es el loa de la vegetación, y en tanto se considera que brinda propiedades curativas a varias especies de plantas, también se le considera el loa de la sanación.Ogou es un loa guerrero, asociado con las armas. Sogbo es un loa asociado con los rayos, mientras que su compañero, Bade, está asociado con los vientos.Danbala (o Damballa) es un loa serpiente y está asociado con el agua, y se cree que frecuenta ríos, manantiales y pantanos; es una de las deidades más populares dentro del panteón. Danbala y su consorte Ayida-Weddo (o Ayida Wedo) son representados a menudo como un par de serpientes entrelazadas. Los Simbi se entienden como los guardianes de las fuentes y los pantanos.
Usualmente vistos como una fanmi en lugar de una nanchon, los gede (también ghede o guédé) están asociados con el reino de los muertos. El líder de la familia es el Barón Samedi («Baron Sábado»). Su consorte es Gran Brigit, que tiene autoridad sobre los cementerios y es considerada como la madre de muchos de los otros gede. Cuando se cree que los gede han llegado a una ceremonia vodú o vudú, por lo general son recibidos con júbilo porque traen alegría. Los poseídos por los gede en estas ceremonias son conocidos por hacer insinuaciones sexuales; el símbolo de los gede es un pene erecto, mientras que el baile de banda asociado con ellos involucra golpes de cadera de estilo sexual.
La mayoría de los loa son asociados con santos católicos específicos. Por ejemplo, a Azaka, el loa de la agricultura, se le asocia con San Isidro Labrador. De manera similar, en tanto se le considera como la «llave» del mundo de los espíritus, Papa Legba es asociado típicamente con San Pedro, a quien se le representa sosteniendo llaves en la imaginería católica tradicional. La loa del amor y el lujo, Èzili Freda, es asociada con Nuestra Señora de los Dolores. Danbala, que es una serpiente, a menudo es comparado con San Patricio, que tradicionalmente es representado en una escena con serpientes; alternativamente, Danbala es asociado a menudo con Moisés, cuyo báculo se convirtió en serpientes. Los Marasa, o gemelos sagrados, suelen equipararse con los santos gemelos Cosme y Damián. Académicos como Leslie Desmangles han afirmado que los vuduistas originalmente adoptaron a los santos católicos para ocultar su culto a los loa cuando este último era ilegal durante el período colonial. Analizando el vodú o vudú de la última parte del siglo XX, Donald J. Cosentino argumentó que ya no era el caso de que el uso de los santos católicos fuera simplemente una estratagema, sino que reflejaba la expresión devocional genuina de muchos vuduistas. Impresiones cromolitográficas de los santos han sido populares entre los vuduistas desde que se inventaron a mediados del siglo XIX, mientras que imágenes de santos son puestas comúnmente en las banderas drapo que se utilizan en el ritual vodú,y también se les pinta comúnmente en las paredes de templos en Puerto Príncipe.

### Alma

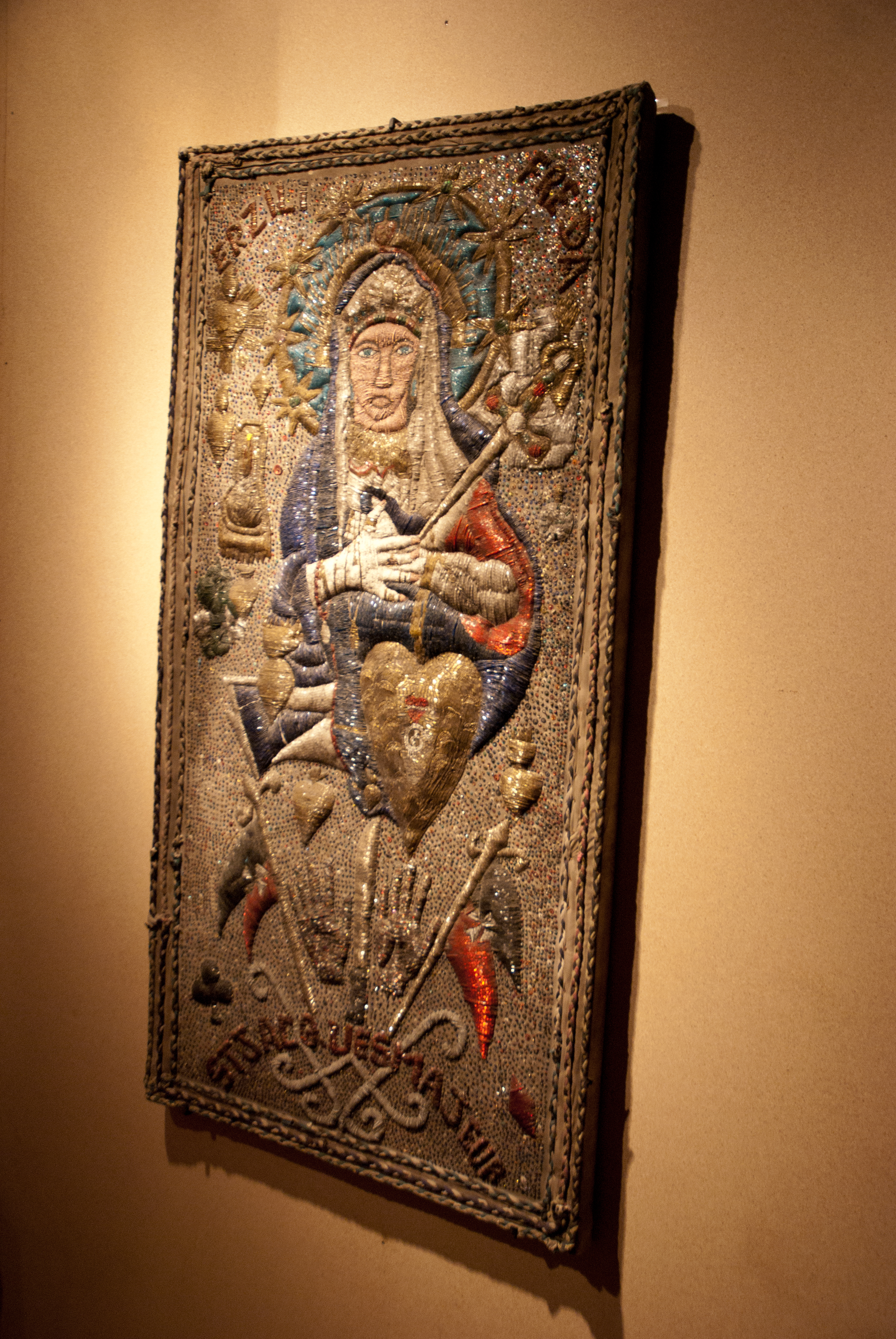
Una pancarta drapo haitiana que representa a Erzulie Freda

Según el vodú, Bondye creó a la humanidad a su imagen y semejanza, moldeando a los seres humanos con agua y arcilla. El vodú enseña la existencia de un espíritu o alma, el espri, que se divide en dos partes. Una de ellas es el ti bonnanj ( ti bon ange o «pequeño ángel bueno»), y se entiende como la conciencia que permite a un individuo hacer autorreflexión y autocrítica. La otra parte es el gwo bonnanj (gros bon ange o «gran ángel bueno») y constituye la psique, fuente de la memoria, inteligencia y personalidad. Se cree que ambas residen dentro de la cabeza de un individuo. Los vuduistas creen que el gwo bonnanj puede salir de la cabeza e irse viajar mientras la persona duerme.
Los vuduistas creen que cada persona está intrínsecamente conectada a un loa específico. Este loa es su mèt tèt (amo de la cabeza). Creen que este loa informa la personalidad del individuo. El vodú afirma que la identidad del loa tutelar de una persona puede identificarse por medio de la adivinación o consultando a los loa cuando poseen a otras personas. Se considera que algunos de los sacerdotes y sacerdotisas de la religión tienen «el don de los ojos», en tanto pueden ver directamente cuál es el loa tutelar de una persona.
En el momento de la muerte corporal, las gwo bonnanj se unen a los Ginen, o espíritus ancestrales, mientras que las ti bonnanj proceden al más allá para enfrentarse a un juicio ante Bondye. Esta idea del juicio ante Bondye es más común en áreas urbanas, habiendo sido influenciada por el catolicismo, mientras que en las montañas haitianas es más común que los voduistas crean que la ti bonnanj se disuelve en el ombligo de la tierra nueve días después del fallecimiento. Se cree que la gwo bonnanj permanece en Ginen durante un año y un día antes de ser absorbido por la familia de los Gede. Se dice a menudo que Ginen se encuentra ubicado debajo del mar, debajo de la tierra o sobre el cielo.
Los vuduistas creen que los espíritus de los muertos son diferentes de los gede, a quienes se considera loa. Los vuduistas creen que los muertos siguen participando en los asuntos humanos, requiriendo sacrificios. No enseña la existencia de ningún reino del más allá cercano a las ideas cristianas del cielo y el infierno. Más bien, en el vudú se cree que los espíritus de los muertos a menudo se quejan de que su propio reino es frío y húmedo y de que tienen hambre.

### Moral, ética y roles de género
El vudú o vodú impregna todos los aspectos de la vida de sus adeptos. Las normas éticas que promueve corresponden a su sentido del orden cosmológico. La creencia en la interdependencia de las cosas juega un rol en las aproximaciones del vudú a cuestiones éticas. Servir a los loa es fundamental en el vudú y sus códigos morales reflejan la relación recíproca que los practicantes tienen con tales espíritus, tal que una relación responsable con los loa garantiza que se mantenga la virtud. El vudú también refuerza los lazos familiares, y el respeto por las personas mayores es un valor central, siendo la familia extensa de importancia en la sociedad haitiana.

Un patrón vèvè diseñado para invocar a Papa Legba, uno de los principales espíritus loa adorados en el vudú haitiano.

El vudú o vodú no promueve una creencia dualista en una división firme entre el bien y el mal. No ofrece ningún código ético prescriptivo; en vez de estar basada en reglas, la moralidad vudú se considera contextual a la situación. El vudú refleja las preocupaciones cotidianas de las personas, centrándose en técnicas para mitigar la enfermedad o la desgracia; de esta manera, hacer lo que se necesita para sobrevivir se considera una ética alta. Entre los vuduistas, una persona moral es alguien que vive en sintonía con su carácter y el de su loa tutelar. En general, actos que refuerzan el poder de Bondye se consideran buenos y aquellos que lo socavan son vistos como malos. Las Maji, que significa el uso de poderes sobrenaturales para propósitos egoístas y malévolos, generalmente se consideran malas. El término es bastante flexible, y se usa generalmente para denigrar a otros vuduistas, si bien algunos practicantes lo han usado como autodescripción en referencia a los ritos petwo.
El vodú promueve una creencia en el destino, aunque se cree que los individuos tienen libertad de elección. Se ha interpretado que esta aproximación sobre el destino alienta una perspectiva fatalista entre los practicantes, algo que los críticos de la religión, especialmente aquellos de origen cristiano, han argumentado que ha desanimado a los vuduistas de mejorar su sociedad. Esto se ha extendido a un argumento según el cual el vodú es responsable de la pobreza de Haití, argumento que a su vez ha sido acusado de tener raíces en prejuicios coloniales europeos hacia los africanos y de ignorar los complejos factores históricos y ambientales que afectan a Haití.
Se ha dicho también que el vudú refleja elementos misóginos de la cultura haitiana mientras que, al mismo tiempo, empodera a las mujeres en mayor medida de lo que ocurre en muchas religiones al permitirles convertirse en sacerdotisas. Como líderes sociales y espirituales, las mujeres también pueden reclamar autoridad moral en vudú. Algunos practicantes afirman que los loa determinaron su orientación sexual, convirtiéndolos en homosexuales; varios sacerdotes son homosexuales, y el loa Èzili es visto como patrón de los masisi (hombres homosexuales).

## Prácticas
Girando principalmente en torno a interacciones con los loa, las ceremonias vudú hacen uso de canciones, tambores, danzas, oraciones, posesiones y sacrificios de animales. Los practicantes se reúnen para sèvices (servicios) en los que comulgan con el loa. Las ceremonias para un loa en particular a menudo coinciden con la fiesta del santo católico con el que se asocia ese loa en particular. El dominio de las formas rituales se considera imperativo en el vudú. El propósito del ritual es el de echofe (calentar las cosas), provocando así un cambio, ya sea el de eliminar barreras o el de facilitar la curación.
El sigilo es importante en el vudú. Es una tradición iniciática, que opera a través de un sistema de inducción o iniciación gradual. Cuando una persona acepta servir a un loa, se considera un compromiso de por vida. El vudú tiene una fuerte cultura oral, y sus enseñanzas se difunden principalmente a través de la transmisión oral. Textos empezaron a aparecer a mediados del siglo XX, momento en el que fueron utilizados por los vudouistas. Métraux describió el vudú como «una religión práctica y utilitaria».

### HounganyManbo

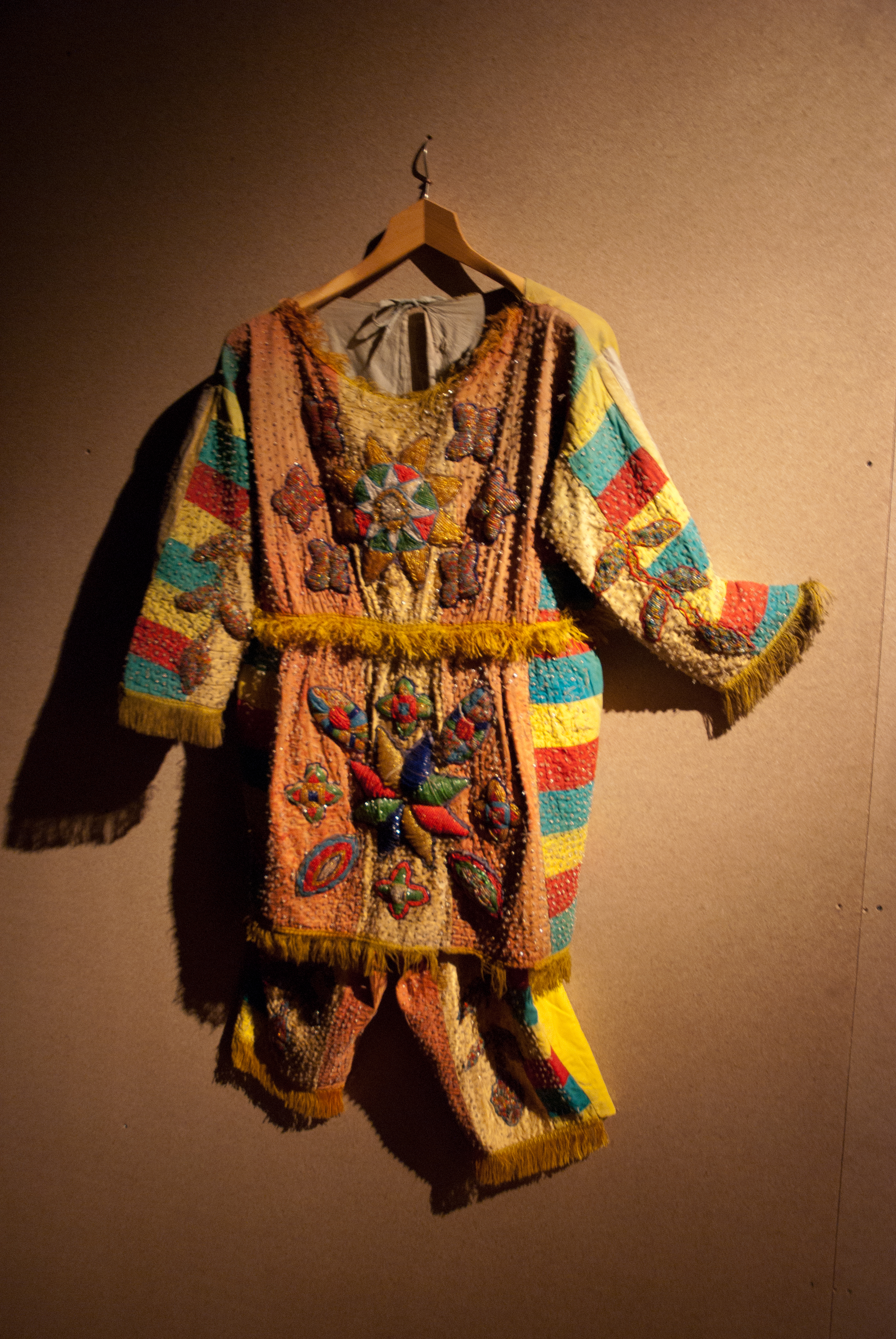
Traje ceremonial usado en los ritos vudú haitianos, en exhibición en el Museo Etnológico de Berlín, Alemania

Los sacerdotes varones reciben el nombre de oungan, a veces escrito también houngan o hungan, o prèt Vodou («sacerdote vudú»). Las sacerdotisas son llamadas manbo, a veces escrito mambo. Los oungan son más numerosos en las zonas rurales de Haití, mientras que hay un equilibrio más equitativo de sacerdotes y sacerdotisas en las zonas urbanas. Oungans y manbos tienen la tarea de organizar liturgias, preparar iniciaciones, ofrecer consultas a los clientes por medio de la adivinación y preparar remedios para los enfermos. No existe una jerarquía sacerdotal, siendo los oungan y manbo en gran medida autosuficientes. En muchos casos, el rol es hereditario. La evidencia histórica sugiere que el papel de los oungan y las manbo se intensificó a lo largo del siglo XX. Como resultado, los «templos vudú» son ahora más comunes en zonas rurales de Haití de lo que lo eran en períodos históricos.
El vudú enseña que los loa llaman a una persona para que se convierta en oungan o manbo, y de negarse, la desgracia puede caer sobre ellos. Un oungan o manbo prospectivo normalmente debe escalar a través de los otros roles en una congregación vudú antes de convertirse en aprendiz con alguien que ya sea oungan o manbo, aprendizaje que puede durar varios meses o años. Tras este periodo como aprendices, pasan por una ceremonia de iniciación, cuyos detalles son mantenidos en secreto para los no iniciados. Otros oungan y manbo no pasan por tal periodo como aprendices, y afirman en cambio que han obtenido su entrenamiento directamente de los loa. En consecuencia, su autenticidad es con frecuencia puesta en duda y se les llama hungan-macoutte, término que tiene algunas connotaciones despectivas. Convertirse en oungan o manbo es costoso, y a menudo requiere que se compre parafernalia ritual y terrenos en los cuales construir un templo. Para financiar esto, muchos ahorran durante mucho tiempo.
Los vuduistas creen que el rol de los oungan está inspirado en el loa Loco; en la mitología vudú, Loco fue el primer oungan y su consorte Ayizan la primera manbo. Se espera que el oungan y la manbo muestren el poder de la segunda vista, lo que es considerado un don de la deidad creadora que puede revelarse al individuo a través de visiones o sueños. A muchos oungan y manbos se les atribuyen a menudo poderes fantásticos en historias que se cuentan sobre ellos, como el que podrían pasar varios días bajo el agua. Los sacerdotes y sacerdotisas también refuerzan su estatus afirmando que han recibido revelaciones espirituales de los loa, a veces a través de visitas a la morada misma de los loa.
A menudo hay una fuerte competencia entre diferentes oungans y manbos. Su principal fuente de ingresos proviene de la curación de los enfermos, que complementan con pagos recibidos por supervisar iniciaciones o por vender talismanes y amuletos. En muchos casos, tales oungans y manbos se vuelven más ricos que sus clientes. Los oungan y manbo son por lo general miembros poderosos y muy respetados en la sociedad haitiana. Ser un oungan o manbo le brinda a un individuo estatus social y beneficios materiales, si bien la fama y la reputación de los sacerdotes y sacerdotisas particulares pueden variar ampliamente. Sacerdotes y sacerdotisas vudú respetados a menudo saben leer y escribir, en una sociedad donde el semianalfabetismo y el analfabetismo son bastante comunes. Pueden recitar textos sagrados escritos y escribir cartas para miembros analfabetos de sus comunidades. Gracias a su prominencia en una comunidad, los oungan y manbo pueden convertirse efectivamente en líderes políticos, o por lo demás ejercer influencia sobre la política local. Algunos oungan y manbo han tenido vínculos estrechos con políticos profesionales, por ejemplo, durante el régimen de los Duvalier.

### El Ounfò
Los templos vudú reciben el nombre de ounfò, hounfò, hounfort, o humfo, escrito de diversas formas. Un término alternativo es el de gangán, aunque las connotaciones de este término varían a través de las regiones en Haití. La mayoría de las actividades comunales en el vudú se centran en torno a tales ounfò, formando lo que se llama «templo vudú». El tamaño y forma de los ounfòs varían, yendo desde chozas básicas hasta estructuras más lujosas, siendo estas últimas más comunes en Puerto Príncipe que en otras áreas de Haití; sus diseños dependen de los recursos y gustos del oungan o manbo que los dirige. Cada ounfò es autónomo, y por tanto tienen sus costumbres únicas propias.

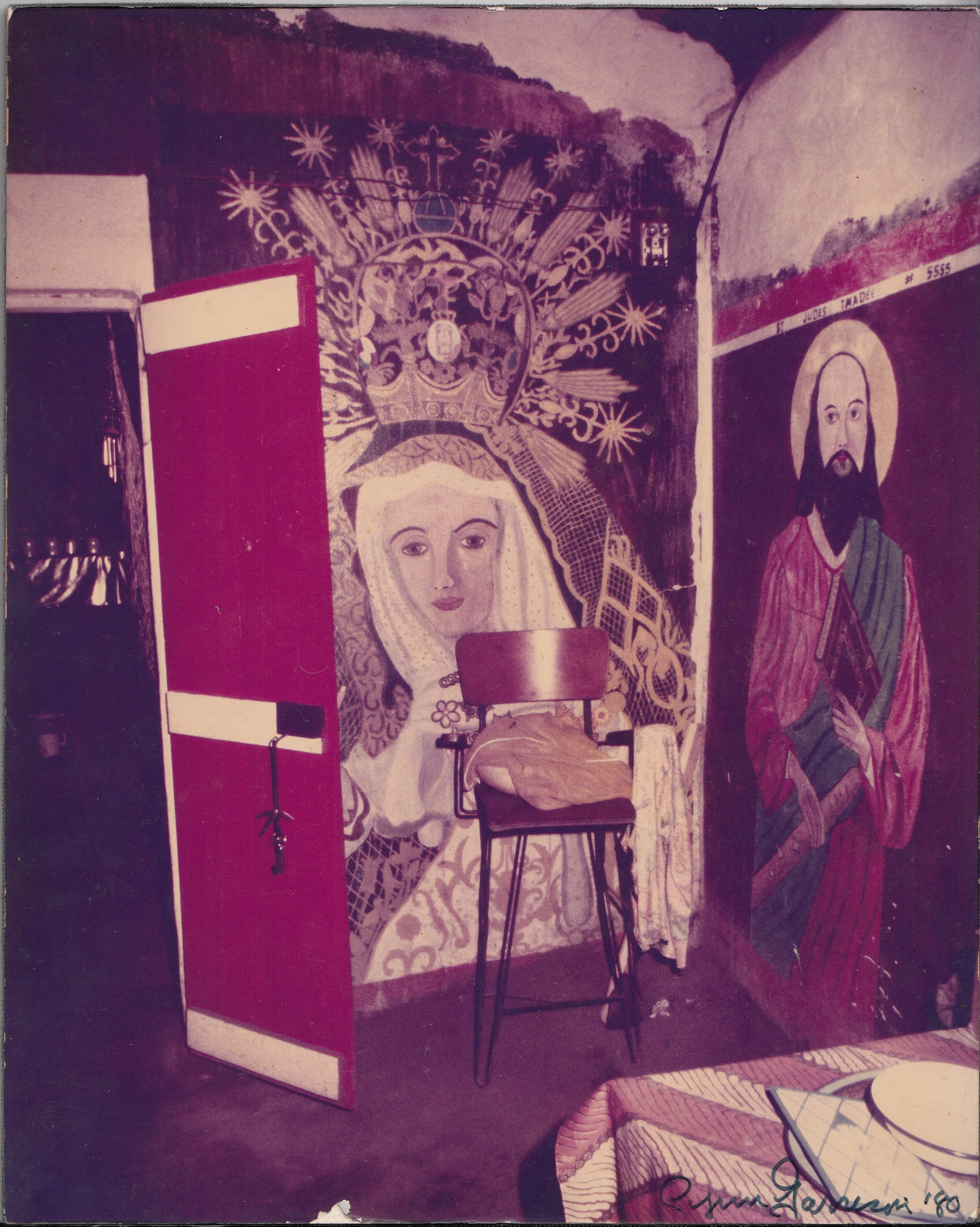
Un peristilo vudú en Croix des Mission, Haití, fotografiado en 1980

La principal sala ceremonial dentro de los ounfò es el peristilo, que es entendido como una representación microcósmica del cosmos. En el peristilo, postes pintados de vivos colores sostienen el techo; el poste central es el llamado poto mitan o poteau mitan, que es usado como pivote durante danzas rituales y sirve como el «paso de los espíritus» por el que los loa entran en la sala durante las ceremonias. Es en torno a este poste central donde se realizan las ofrendas, tanto vèvè como sacrificios de animales. En la diáspora haitiana muchos vuduistas realizan sus ritos en sótanos, cuando no hay poto mitan disponibles. De manera típica, el peristilo suele tener un piso de tierra, lo que permite que las libaciones a los loa sean absorbidas directamente al suelo. Cuando esto no es posible, las libaciones suelen verterse en un recipiente de esmalte. Algunos peristilos incluyen asientos alrededor de loas muros.
Los cuartos adyacentes en el ounfò incluyen el caye-mystéres, que es conocido también como bagi, badji o sobadji. Es allí donde altares de piedra, conocidos como pè, se apoyan contra las paredes o son diespuestos en gradas. El caye-mystéres también se emplea para almacenar ropa asociada con el loa poseedor y que es puesta sobre la persona que experimenta la posesión durante los rituales en el peristilo. Muchos pè también incluyen un lavabo sagrado para el loa Danbala-Wedo. Si hay espacio disponible, también puede haber un cuarto reservado en el ounfò para el loa patrono del templo. Muchos ounfòs tienen un cuarto conocido como djévo en la que se confina a un iniciado durante su ceremonia iniciática. Cada ounfò suele tener un cuarto o un rincón de un cuarto dedicado a Erzuli Freda. Algunos ounfò también tienen habitaciones adicionales en las que vive el oungan o manbo.
El área alrededor del ounfò contiene a menudo objetos sagrados, como un estanque de agua para Danbala, una cruz negra para Barón Samedi y una pince (barra de hierro) incrustada en un brasero para Criminel.Árboles sagrados, conocidos como arbres-reposoirs, marcan a veces los límites exteriores del ounfò y están rodeados por un borde de piedra. De tales árboles cuelgan sacos de paja llamados macounte, tiras de tela o cráneos de animales. Varios animales, en particular aves, pero también algunas especies de mamíferos como cabras, se mantienen a veces dentro del perímetro del ounfò para ser usados como sacrificios.

#### La congregación

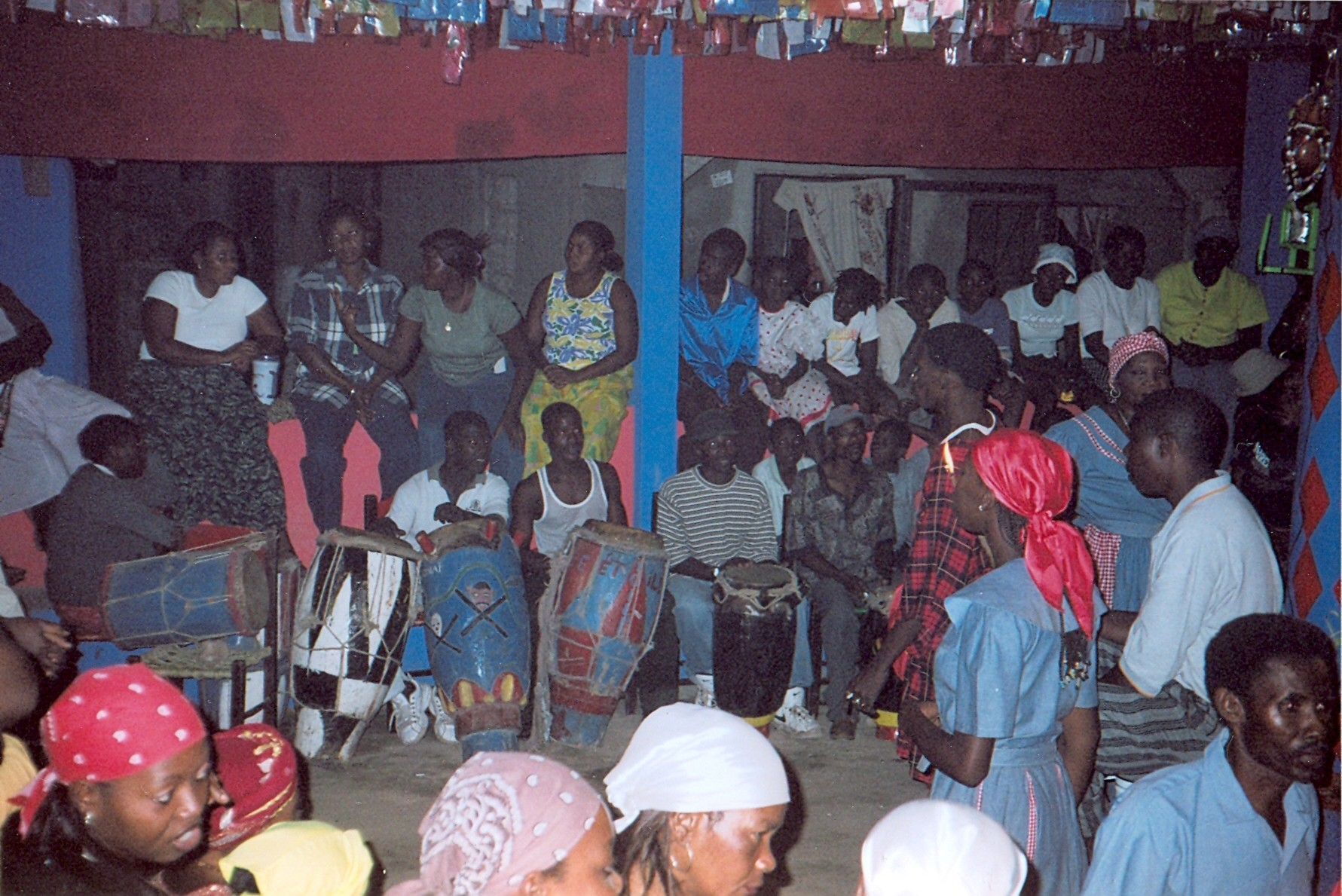
Ceremonia de vudú en un ounfò en Jacmel, Haití

Conformando una comunidad espiritual de practicantes, quienes se congregan en un ounfò son conocidos como pititt-caye (hijos de la casa). Rinden culto bajo la autoridad de un oungan o manbo, por debajo de los cuales se encuentran los ounsi, personas que se comprometen de por vida a servir a los loa. Miembros de cualquier sexo pueden convertirse en ounsi, aunque la mayoría son mujeres. Los ounsi tienen muchos deberes, como el de limpiar el peristilo, sacrificar a los animales o participar en las danzas, en las que deben estar listos para ser poseídos por un loa. El oungan y el manbo supervisan las ceremonias de iniciación por las cuales las personas se convierten en ounsi, supervisan su entrenamiento, y actúan como sus consejeros, sanadores y protectores. A su vez, se espera que los ounsi sean obedientes a sus oungan o manbo.
Una de los ounsi se convierte en la hungenikon o reine-chanterelle, la maestra del coro, la persona responsable de supervisar los cantos litúrgicos y sacudir el sonajero chacha que se usa para marcar el ritmo durante las ceremonias. Reciben ayuda del hungenikon-la-place, comandante general de la place, o intendente, persona encargada de supervisar las ofrendas y mantener el orden durante las ceremonias. Otra figura es le confiance (el confidente), el ounsi que supervisa las funciones administrativas del ounfò. Los iniciados de un oungan/manbo en particular forman «familias». Un oungan se convierte en papa («padre») mientras que la manbo se convierte en manman («madre») para los iniciados; el iniciado o iniciada se convierte en el pitit (hijo espiritual) de su iniciador. Aquellos que comparten un iniciador se llaman unos a otros como «hermano» y «hermana».
Especialmente en zonas rurales, una congregación puede consistir en una familia extendida. En otros casos, particularmente en áreas urbanas, un ounfò puede actuar como una familia iniciática. Las personas pueden unirse a un ounfò en particular bien porque ya existe en su localidad o bien porque su familia ya es miembro de él. Alternativamente, es posible que el ounfò se centre de forma particular en un loa al que la persona es devota, o que la persona se sienta impresionada por el oungan o manbo que dirige el ounfò en cuestión, tal vez habiendo sido tratados por ellos.
Los congregantes a menudo forman un sosyete soutyen (société soutien, sociedad de apoyo), a través del cual se pagan suscripciones para ayudar a mantener el ounfò y organizar las principales festividades religiosas. En zonas rurales de Haití, es a menudo el patriarca de una familia extendida el que actúa como sacerdote para dicha familia. Las familias, particularmente en zonas rurales, creen con frecuencia que a través de sus zansèt (ancestros) están ligadas a un premye mèt bitasyon (fundador original); se cree que ser descendientes de tal figura les brinda herencia tanto de la tierra como de los espíritus familiares.

### Iniciación

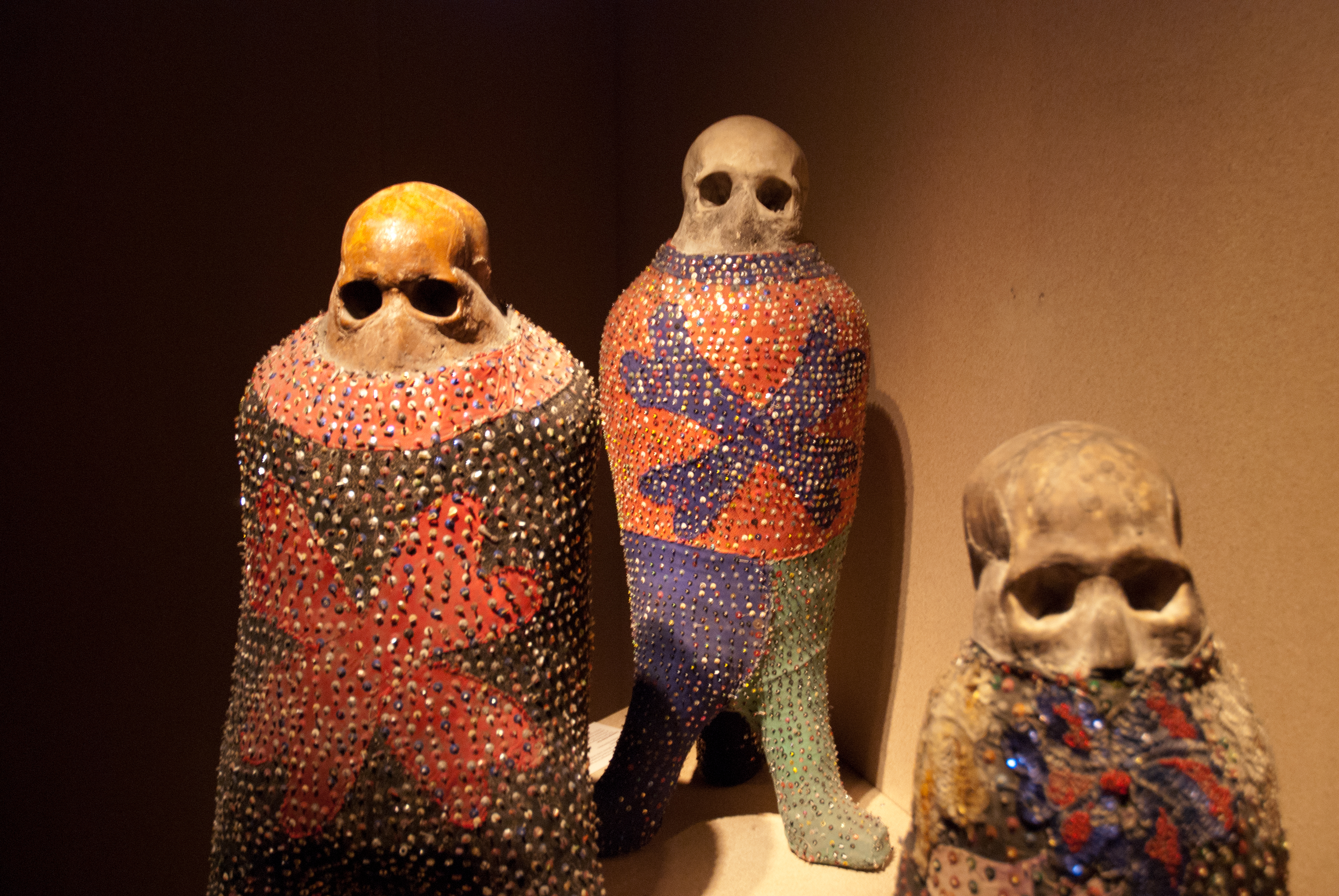
Objetos rituales haitianos expuestos en el Museo Etnográfico de Berlín

El vodú o vudú es jerárquico e incluye una serie de iniciaciones. Típicamente, hay cuatro niveles de iniciación, el último de los cuales convierte a una persona en oungan o manbo. El rito de iniciación inicial es conocido como kanzo; este término también describe a los iniciados mismos. Existe enorme variación respecto a lo que implican estas ceremonias de iniciación, y los detalles son mantenidos en secreto. El vudú implica que los practicantes sean animados a pasar por etapas de iniciación en un estado mental que es llamado konesans (conocimiento). Se requieren iniciaciones sucesivas para moverse a través de los diversos konesans, y es en estos en los que se cree que reside el poder sacerdotal. La iniciación es generalmente costosa, compleja, y requiere una preparación importante. Por ejemplo, se requiere que los futuros iniciados memoricen muchas canciones y aprendan las características de varios loa. Los vuduistas creen que los loa pueden animar a un individuo hacia la iniciación, trayéndoles desgracias si se rehúsan.
La iniciación es precedida a menudo por baños en preparaciones especiales. La primera parte del rito de iniciación es llamada kouche, coucher o huño, y está marcada por saludos y ofrendas a los loa. Comienza con el chire ayizan, una ceremonia en la que se deshilachan hojas de palma que luego lleva puestas el iniciado o iniciada. En ocasiones, en su lugar, se realiza la bat ge o batter guerre («guerra de golpes»), diseñada para sacar lo viejo a golpes. Durante el rito, el iniciado llega a ser considerado hijo o hija de un loa en particular, su mèt tèt.
Esto es seguido por un período de reclusión dentro del djèvo conocido como el kouche. Es una experiencia deliberadamente incómoda, que implica que el iniciado duerma sobre una estera en el suelo, a menudo con una piedra como almohada. Visten túnicas blancas, y siguen una dieta específica sin sal. Incluye un lav tèt o lave tèt («lavado de cabeza») para preparar al iniciado o iniciada para que el loa entre y habite en su cabeza. Los vuduistas creen que una de las dos partes del alma humana, el gwo bonnanj, sale de la cabeza del iniciado, dejando así espacio para que el loa entre y resida allí.
La ceremonia de iniciación requiere la preparación de pot tèts (ollas para la cabeza), usualmente tazas de porcelana blanca con tapa, en las que se pone una variedad de objetos, incluyendo cabello, alimentos, hierbas y aceites. Estos son considerados entonces como un hogar para los espíritus. Tras el período de reclusión en el djèvo, el recién iniciado o iniciada es sacado y presentado a la congregación; ahora reciben el nombre de ounsi lave tèt. Cuando el recién iniciado es presentado al resto de la comunidad, llevan su pot tèt en la cabeza, antes de ponerlo sobre el altar. La etapa final del proceso implica que el iniciado reciba un sonajero ason. El proceso de iniciación se considera terminado cuando el recién iniciado es poseído por primera vez por un loa. Se considera que la iniciación crea un vínculo entre un devoto y su loa tutelar, y a menudo el iniciado adopta un nuevo nombre que alude al nombre de su loa.

### Santuarios y altares

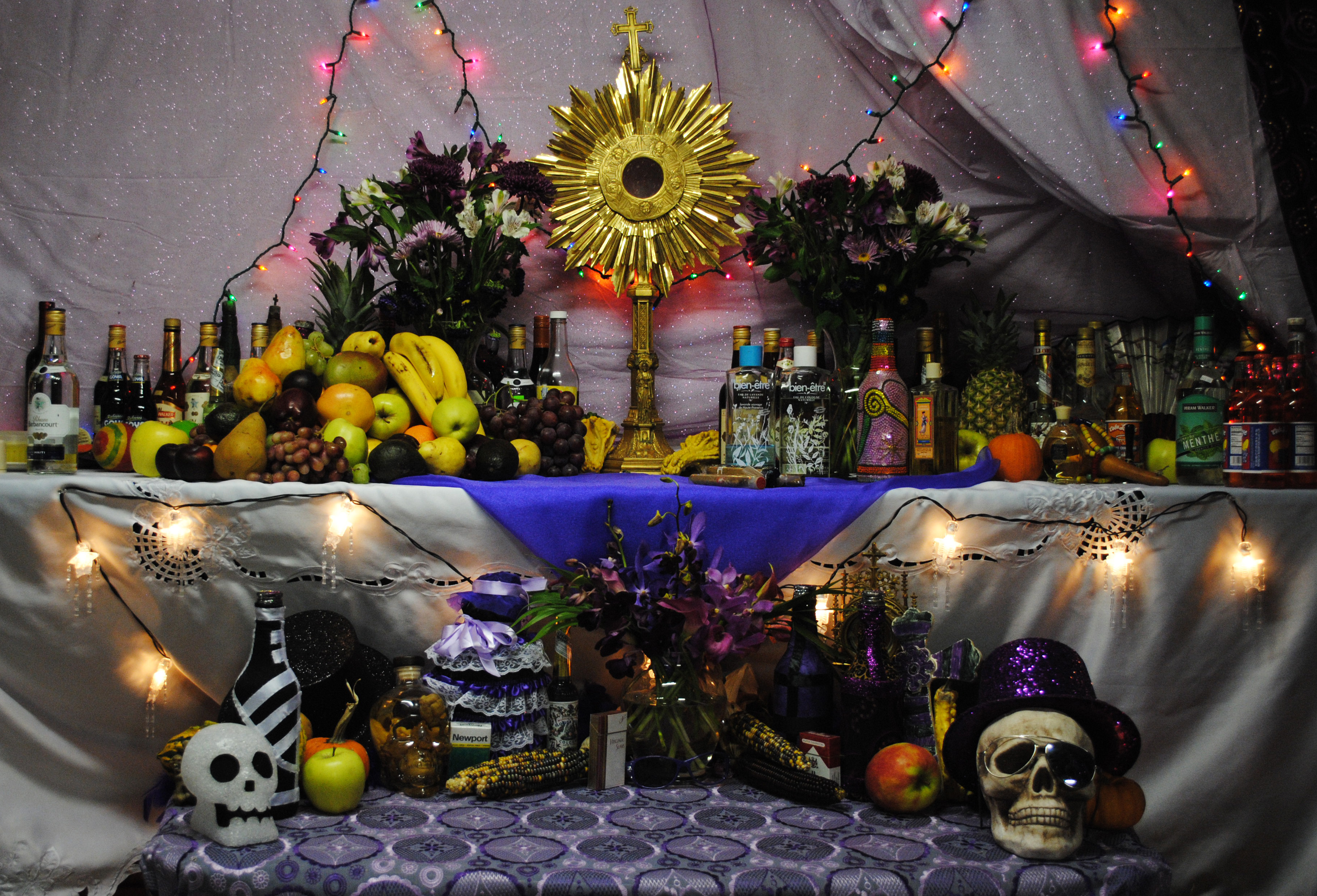
Un altar en Boston, Massachusetts establecido durante el festival de noviembre del gede

La creación de obras sagradas es importante en el vodú o vudú. Objetos votivos utilizados en Haití están tradicionalmente hechos de materiales industriales, como hierro, plástico, lentejuelas, porcelana, oropel y yeso. Los altares, o pè, a menudo contienen imágenes (típicamente litografías) de santos católicos. Desde su desarrollo a mediados del siglo XIX, la cromolitografía también ha tenido un impacto en la imaginería vudú, facilitando la amplia disponibilidad de imágenes de los santos católicos que son equiparados con los loa. Varios vuduistas han hecho uso de variados materiales disponibles a la hora de construir sus santuarios. Cosentino se encontró con un santuario en Puerto Príncipe en el que el Barón Samedi era representado por una estatua de plástico de Papá Noel con un sombrero negro, y en otro por una estatua del personaje de Star Wars Darth Vader. En Puerto Príncipe, es común que los vuduistas pongan cráneos humanos en sus altares para las gedes. Muchos practicantes también tienen altares dedicados a sus ancestros en sus hogares, a los que dirigen ofrendas.
Varios espacios además de los templos son usados para los rituales vudú. Los cementerios son vistos como lugares donde residen espíritus, lo que los hace adecuados para ciertos rituales, especialmente para acercarse a los espíritus de los muertos. En zonas rurales de Haití, los cementerios son a menudo propiedad de familias y juegan un papel clave en rituales familiares. Los cruces de caminos son también lugares rituales, seleccionados porque se cree que son puntos de acceso al mundo espiritual. Otros espacios usados para rituales del vudú incluyen iglesias cristianas, ríos, el mar, campos y mercados.

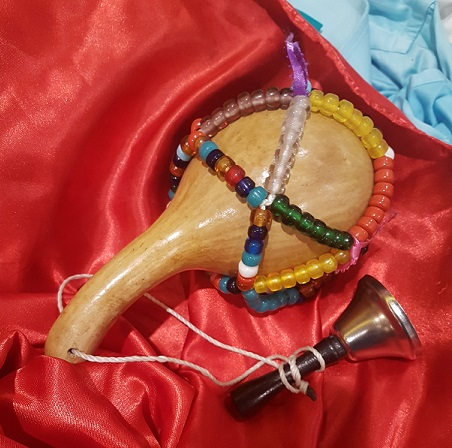
Un ason, el sonajero sagrado emblemático del sacerdocio vudú

Se considera que ciertos árboles son habitados por espíritus y se usan como altares naturales. Diferentes especies de árboles son asociadas con diferentes loa: Oyu está asociado con árboles de mango y Danbala con buganvillas.Árboles selectos en Haití llevan puestos artículos de metal, y sirven como santuarios para Ogou, a quien se le asocia tanto con el hierro como con los caminos. También aparecen espacios para el ritual en los hogares de muchos vuduistas. Estos pueden variar desde altares complejos hasta variantes más simples que incluyen solo imágenes de santos junto con velas y un rosario.
Dibujos conocidos como vèvè son hechos  en el piso del peristilo usando harina de maíz, ceniza, café molido o cáscaras de huevo trituradas; son fundamentales para el ritual vudú. Generalmente dispuestos simétricamente alrededor del poteau-mitan, tales diseños a veces incorporan letras. Su propósito es el de invocar a un loa. Dentro del peristilo, los practicantes también despliegan banderas ceremoniales conocidas como drapo (banderas) al comienzo de una ceremonia. Hechas a menudo de seda o terciopelo y decoradas con objetos brillantes como lentejuelas, las drapo a menudo incluyen el vèvè del loa específico al que están dedicados o imágenes del santo católico asociado. Estas drapo se entienden como puntos de entrada a través de los cuales los loa pueden entrar en el peristilo.
Un batèms (bautismo) es un ritual utilizado para convertir un objeto en un recipiente para el loa. Se cree que los objetos consagrados para uso ritual contienen una esencia o poder espiritual llamado nanm. El ason (escrito también asson) es un sonajero sagrado que se utiliza para invocar a los loa. Consiste en una calabaza vacía, seca, cubierta de cuentas y vértebras de serpiente. Antes de ser utilizado en el ritual requiere ser consagrado. Es un símbolo del sacerdocio; asumir los deberes de un manbo u oungan es llamado «tomar el ason». Otro tipo de objeto sagrado son las «piedras de trueno», a menudo cabezas de hacha prehistóricas, que son asociadas con loa específicos y que se conservan en aceite para preservar su poder.

### Ofrendas y sacrificio de animales
Alimentar a los loa es de gran importancia en el vudú, con ritos a menudo llamados manje loa («alimentar a los loa»). Ofrecerles comidas y bebidas a los loa es el ritual más común dentro de la religión, y se lleva a cabo tanto en comunidad como en los hogares. El oungan o la manbo también organizan un banquete anual para su congregación en la que se realizan sacrificios de animales a varios loa. La elección de alimentos y bebidas que se ofrecen varía según el loa en cuestión, y se cree que diferentes loa prefieren diferentes alimentos. Danbala, por ejemplo, requiere comidas blancas, especialmente huevos. Las comidas ofrecidas a Legba, ya sean carne, tubérculos o verduras, deben asarse al fuego. Los loa de las naciones Ogu y Nago prefieren ron puro o clerén como ofrendas.
Un manje sèk (comida seca) es una ofrenda de cereales, frutas y verduras que a menudo precede a una ceremonia simple; recibe su nombre de la ausencia de sangre. Las especies usadas para el sacrificio incluyen pollos, cabras y toros, y los cerdos son preferidos a menudo por los petwo loa. El animal puede ser lavado, vestido con el color del loa específico y marcado con comida o agua. A menudo, se corta la garganta del animal y se recoge la sangre en una calabaza. En el caso de los pollos, se les mata torciéndoles el cuello y halándoles la cabeza; sus extremidades pueden romperse con anterioridad. Los órganos son extraídos y puestos sobre el altar o vèvè. La carne es cocinada y puesta en el altar, y frecuentemente enterrada. Maya Deren escribió que: «La intención y el énfasis del sacrificio no está en la muerte del animal, está en la transfusión de su vida al loa; porque lo que se entiende es que la carne y la sangre son la esencia de la vida y vigor, y éstos restaurarán la energía divina del dios». En tanto se cree que Agwé reside en el mar, los rituales a él dedicados a menudo tienen lugar junto a un gran cuerpo de agua, como lagos, ríos o el mar. Sus devotos a veces navegan hacia Trois Ilets, tocando tambores y cantando, donde arrojan una oveja blanca por la borda como sacrificio.
Típicamente, la comida se ofrece cuando está fría; permanece allí por un tiempo antes de que los humanos puedan comerla. La comida es puesta a menudo dentro de un kwi, un cuenco de calabaza. Una vez escogida, la comida se pone en calabazas especiales conocidas como assiettes de Guinée que son puestas en el altar. Las ofrendas no consumidas por los celebrantes suelen ser enterradas o dejadas en los cruces de caminos. Es posible que las libaciones se viertan en el suelo. Los vuduistas creen que los loa consumen la esencia de la comida. Ciertos alimentos se ofrecen también en tanto se cree que son intrínsecamente virtuosos, tales como el maíz asado, el maní o la yuca. A veces se rocían sobre animales que están a punto de ser sacrificados o se amontonan sobre los diseños vèvè en el suelo del peristilo.

### LaDans

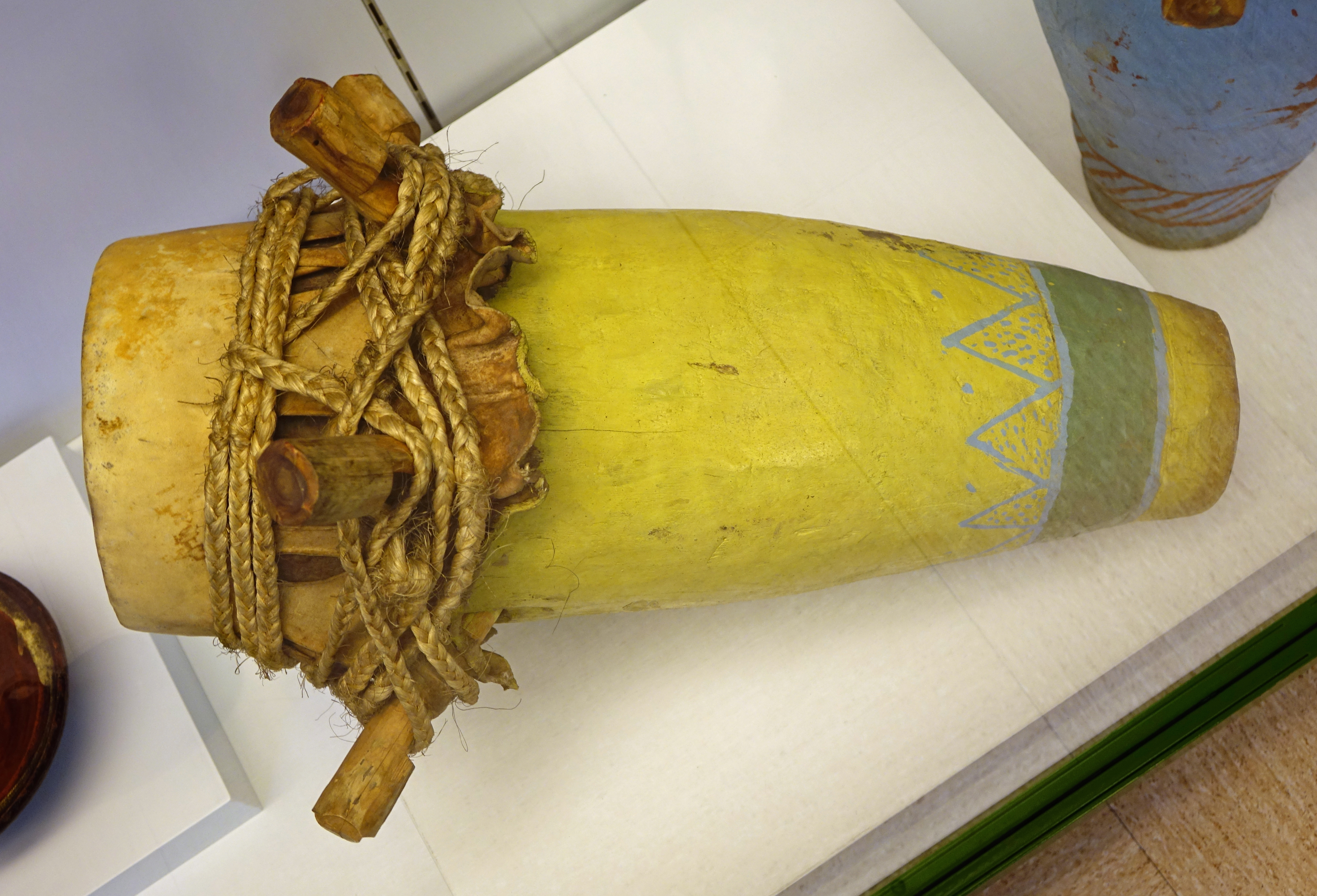
Se emplean múltiples estilos de tambores en el ritual vudú; este ejemplo se usa en ritos que invocan a los Rada loa

Las reuniones nocturnas en el vudú a menudo son llamadas dans («danza»), reflejando el papel destacado que tiene el baile en tales ceremonias. Su propósito es el de invitar a un loa a que entre en el espacio ritual y posea a uno de los adoradores, a través del cual pueden comunicarse con la congregación. El éxito de tal procedimiento se basa en que se dominen los diferentes actos rituales y en que se obtenga la estética adecuada para complacer a los loa. El proceso puede durar toda la noche. La danza tiene lugar en sentido contrario a las manecillas del reloj alrededor del poto mitan.
Al llegar, la congregación típicamente se dispersa a lo largo del perímetro del peristilo. El ritual a menudo empieza con oraciones e himnos católicos; estos suelen estar dirigidos por una figura conocida como prèt savann, aunque no todos los ounfò tienen a una persona en este papel. A esto le sigue el sacudir el sonajero ason para invocar a los loa. Es posible que entonces se canten dos canciones criollas haitianas, Priyè Deyò («Oraciones de afuera»), que duran entre 45 minutos y una hora. Luego, se saluda a los loa principales, individualmente, en un orden específico. Legba siempre es el primero, ya que se cree que abre el camino a los demás. Se le pueden ofrecer tres o siete canciones a cada loa, específicas para cada uno.
Los ritos usados para invocar a los loa varían según la nación en cuestión. Durante ceremonias grandes, se invita a los loa a aparecer a través del dibujo de patrones, conocidos como vèvè, en el suelo usando harina de maíz. También se usa un proceso de toque de tambores, cantos, oraciones y bailes para invocar a los espíritus. Se hacen libaciones y ofrendas de alimentos a los loa, que incluyen sacrificios de animales. El orden y protocolo para dar la bienvenida a los loa recibe el nombre de regleman.

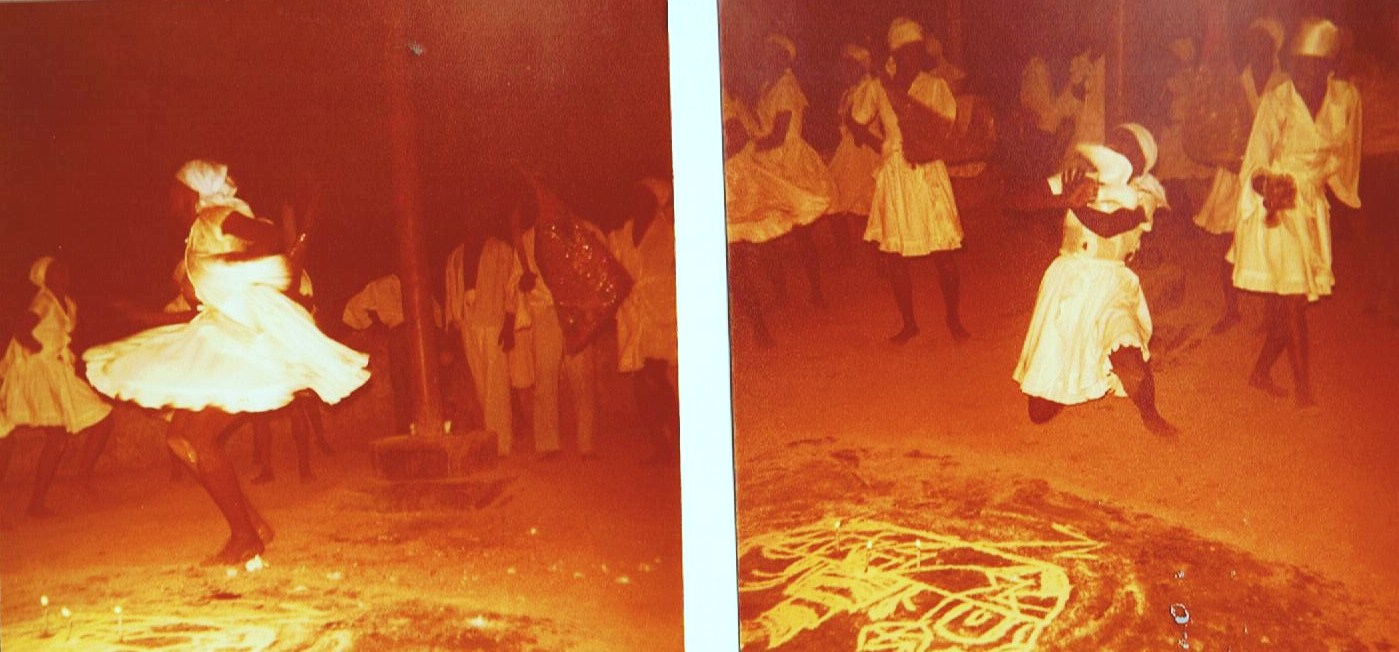
Baile en una ceremonia de vudú en Puerto Príncipe en 1976

El tambor, un símbolo de la religión, es quizás el objeto más sagrado en el vudú. Los vuduistas creen que los tambores rituales contienen una fuerza etérica, el nanm, y un espíritu llamado ountò. Ceremonias específicas acompañan la construcción de un tambor para que sea considerado adecuado para su uso en los rituales vudú. En el ritual del bay manje tanbou («alimentación del tambor»), se dan ofrendas al tambor mismo. Reflejando tal estatus, cuando los vuduistas entran en el peristilo, habitualmente se inclinan ante los tambores. Se emplean diferentes tipos de tambores, a veces reservados para rituales dedicados a loa específicos; los ritos petwo, por ejemplo, incluyen dos tipos de tambores, mientras que los rituales rada requieren tres. En los rituales vudú, quienes tocan los tambores son llamados tanbouryes (tamborileros), y convertirse en uno requiere un largo proceso de aprendizaje. El estilo de percusión, la elección del ritmo y la composición de la orquesta difieren según la nación de la que sea invocada. Los ritmos de tambores típicamente generan un kase («descanso»), que el tamborilero maestro inicia para oponerse al ritmo principal que tocan el resto de los percusionistas. Se considera que esto tiene un efecto desestabilizador en quienes danzan, lo que ayuda a facilitar su posesión.
El toque de tambores suele ir acompañado de cantos, usualmente en criollo haitiano. Estas canciones a menudo se estructuran en torno a una llamada y una respuesta, un solista cantando un verso y el coro respondiendo con el mismo verso o una versión abreviada. El solista es el oundjenikon, que mantiene el ritmo con un sonajero. Líricamente simples y repetitivas, estas canciones son invocaciones para llamar a un loa. Además de tocar los tambores, la danza juega un rol central en el ritual, y los tambores son los que dan el ritmo a la danza. Las danzas son sencillas, carentes de coreografías complejas y, usualmente, los danzantes se mueven en sentido contrario a las manecillas del reloj alrededor del poto mitan. Movimientos de baile específicos pueden indicar que se convoca al loa o a su nación; las danzas para Agwe, por ejemplo, imitan movimientos natatorios. Los vuduistas creen que los loa se revigorizan a través de la vitalidad de los danzantes.

#### Posesión espiritual

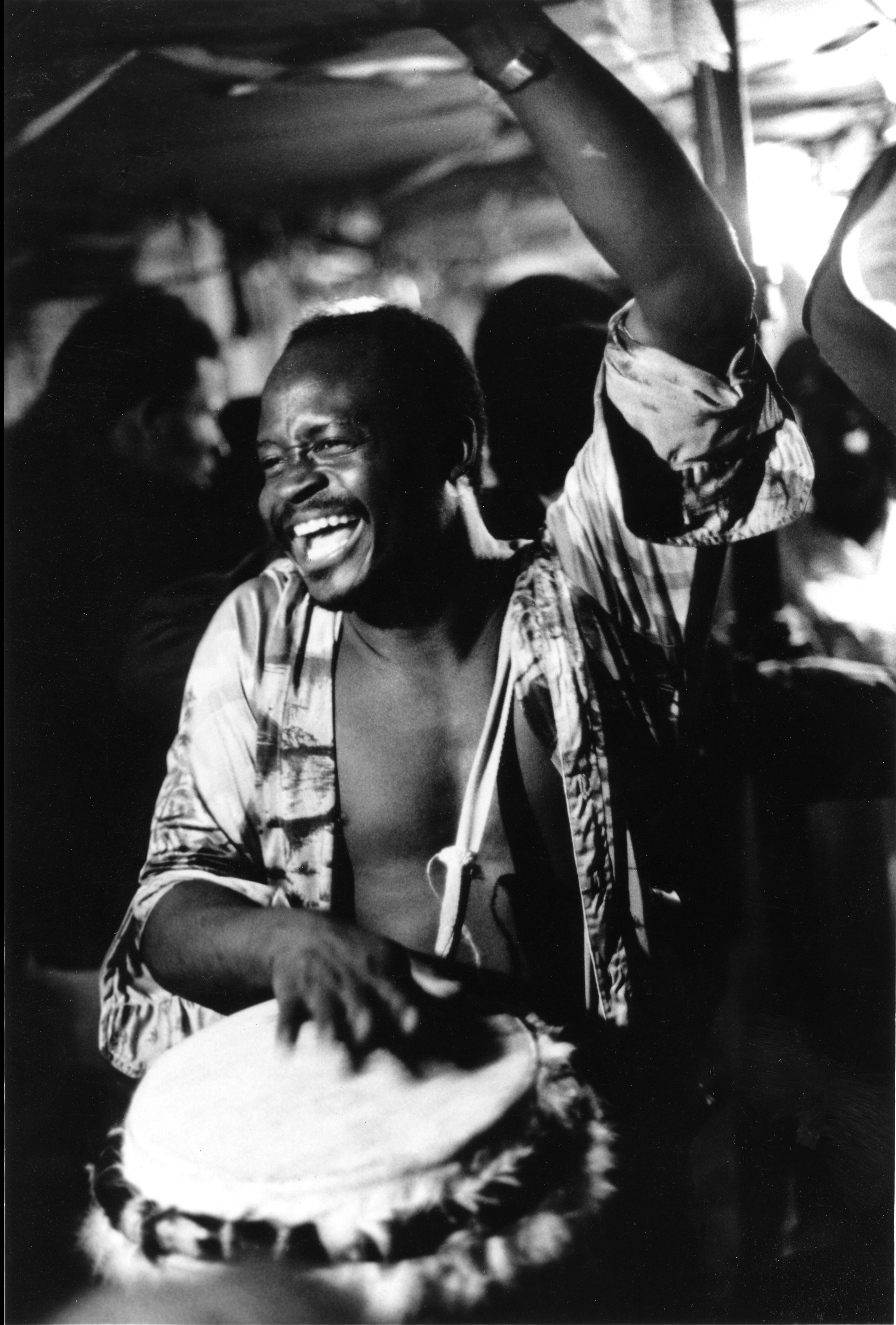
El percusionista Frisner Augustin en una ceremonia vudú en Brooklyn, Nueva York, a principios de la década de 1980.

La posesión por un espíritu constituye un elemento importante del vudú, y se encuentra en el corazón de muchos de sus rituales. La persona poseída es llamada el chwal (caballo), y el acto de posesión es llamado «montar un caballo». En el vodú o vudú se enseña que un loa puede poseer a una persona sin importar su género; tanto loa masculinos como femeninos pueden poseer hombres o mujeres. Aunque es común que haya niños presentes en estas ceremonias, rara vez son poseídos, ya que se considera demasiado peligroso. Si bien los tambores y las canciones específicos que se usan están diseñados para alentar a un loa específico a poseer a alguien, a veces aparece un loa inesperado y toma posesión en su lugar. En algunos casos, una sucesión de los poseen a la misma persona, uno tras otro.
El trance de posesión es conocido como kriz loa. Los vuduistas creen que durante tal proceso, el loa entra en la cabeza del chwal y desplaza su gwo bon anj. Se cree que este desplazamiento hace que el chwal tiemble y convulsione; Maya Deren describió una mirada de «angustia, suplicio y terror ciego» en los rostros de quienes eran poseídos. Debido a que su conciencia ha sido sacada de su cabeza durante la posesión, los vuduistas creen que la o el chwal no recordará lo que pase durante el incidente. La duración de la posesión varía, a menudo tardando unas cuantas horas pero en ocasiones varios días. Puede que termine con el chwal colapsando en un estado semiconsciente; típicamente quedan físicamente agotados. Algunas personas que asisten a la danza se ponen cierto artículo, a menudo cera, en el cabello o en el tocado para evitar ser poseídos.
Una vez que el loa posee a una persona, la congregación lo saluda con un estallido de canciones y danzas. El o la chwal típicamente se inclina ante el sacerdote o sacerdotisa oficiante y se postra ante el poto mitan. El o la chwal a menudo es escoltado a una habitación adyacente donde se lo viste con ropa asociada con el loa que lo posee. Alternativamente, las ropas son traídas y se les viste en el peristilo mismo. Una vez que se ha vestido el chwal, los feligreses besan el suelo delante de ellos. Estos disfraces y accesorios ayudan al chwal a adoptar la apariencia del loa. Muchos ounfò llevan un gran falo de madera en la mano que es usado por los poseídos por Ghede loa durante sus danzas.
El o la chwal asume el comportamiento y expresiones del loa poseedor, y en tales casos su actuación puede llegar a ser muy teatral. Por ejemplo, quienes creen que han sido poseídos por la serpiente Danbala a menudo se deslizan por el suelo, sacan la lengua y trepan por los postes del peristilo. Los poseídos por Zaka, loa de la agricultura, se visten de campesinos con un sombrero de paja con una pipa de arcilla y a menudo hablan con un acento rústico. El o la  chwal a menudo se unen a las danzas, bailando con quien quieran, o a veces comen y beben. En ocasiones, el loa, a través del chwal, realiza transacciones financieras con miembros de la congregación, por ejemplo, vendiéndoles comida que se les ha dado como ofrenda o prestándoles dinero.
La posesión facilita la comunicación directa entre el loa y sus seguidores; a través del chwal, el loa se comunica con sus devotos, ofreciendo consejo, castigo, bendiciones, advertencias sobre el futuro y sanación. La posesión de un Loa tiene funciones curativas, y se espera que la persona poseída revele posibles curas para las dolencias de los reunidos. Se considera que la ropa que toque el o la chwal trae suerte. El loa también puede ofrecer consejos a la persona que es poseída; en tanto no se cree que esta última retenga ningún recuerdo de los eventos, se espera que otros miembros de la congregación le transmitan el mensaje del loa. En algunos casos, practicantes han reportado ser poseídos en otros momentos de su vida ordinaria, como cuando alguien está en medio del mercado, o durante el sueño.

### Adivinación
Una forma común de adivinación empleada por los oungan o manbo consiste en invocar un loa en una jarra, en donde luego se le harán preguntas. La fundición de conchas también se emplea en algunos casos. Una forma de adivinación asociada especialmente con los Petro loa es el uso de una concha de gembo, a veces con un espejo unido a un lado y fijado en ambos extremos a una cuerda. La cuerda se enrolla y las direcciones de la concha se utilizan para interpretar las respuestas del loa. Naipes también se usan a menudo para la adivinación. Otros tipos de adivinación utilizados por los voduistas incluyen estudiar hojas, terrenos de café o cenizas en un vaso, o mirar la llama de una vela.

### Curación y daño

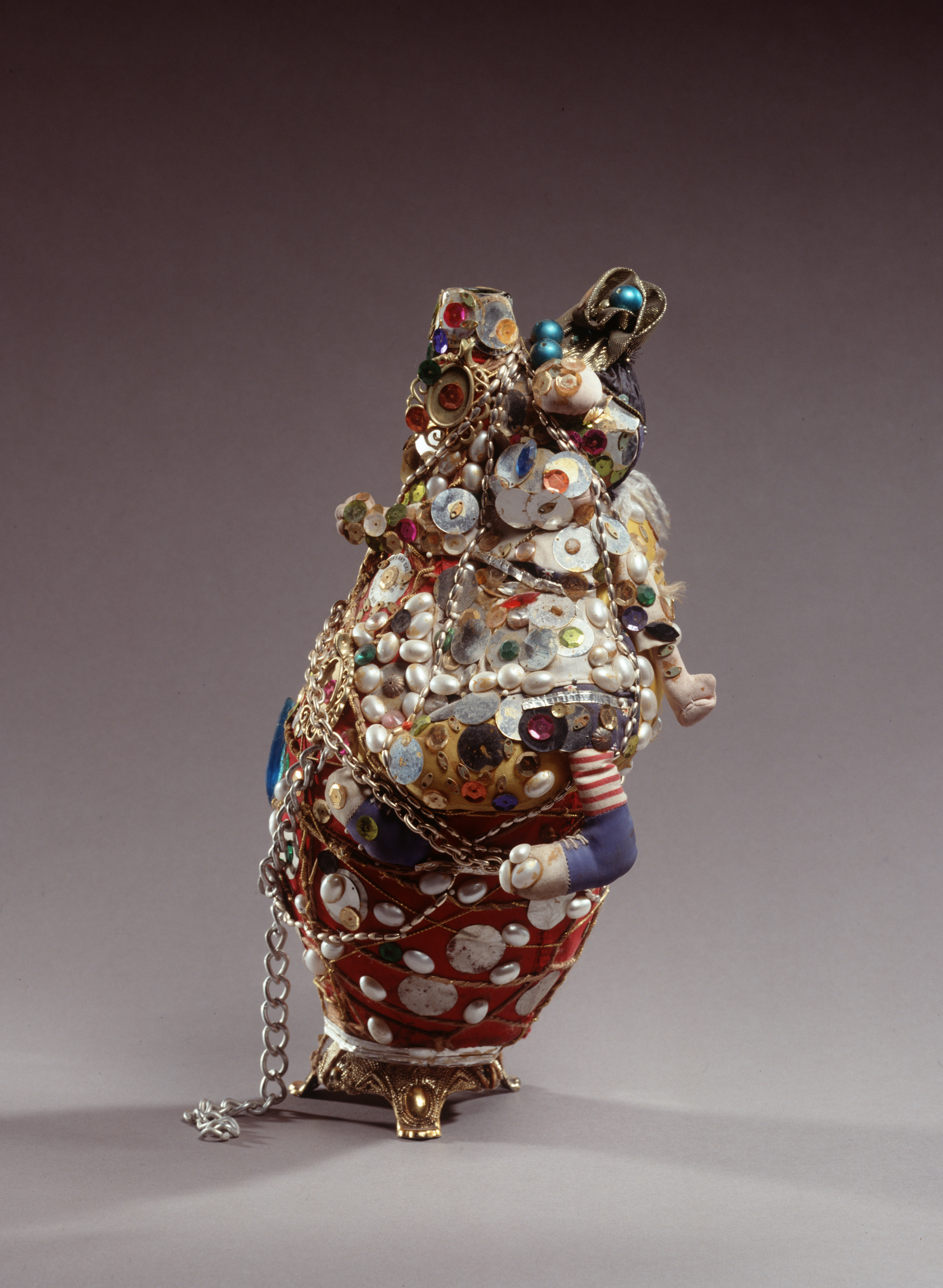
Un pakèt kongo en exhibición en el Museo Nacional van Wereldculturen en los Países Bajos

La curación juega un rol importante en el vodú. Un cliente se acerca al manbo u oungan quejándose de una enfermedad o desgracia y el sacerdote o sacerdotisa usan la adivinación para determinar la causa y escoger un remedio. Los manbo y oungan suelen tener un amplio conocimiento sobre plantas y sus usos en la curación. Para curar, frecuentemente prescriben baños, agua infundida con varios ingredientes. En Haití, existen también «herbolarios» que ofrecen remedios a base de hierbas para diversas dolencias; separados del oungan y del manbo, tienen un alcance más limitado en los problemas que tratan. Manbo y oungan a menudo brindan talismanes, que son llamados pwen (puntos) o travay (trabajo). Ciertos talismanes, que aparecen como paquetes envueltos, son llamados pakèt o pakèt kongo. También pueden crear polvos para un propósito específico, como el de atraer la buena suerte o ayudar a la seducción.
En Haití, los oungan o manbo pueden aconsejar a sus clientes que busquen ayuda de profesionales médicos, y es posible también que estos últimos envíen a sus pacientes a ver a un oungan o una manbo. En medio de la propagación del virus del VIH/SIDA en Haití a fines del siglo XX, profesionales de la salud expresaron preocupaciones de que el vudú estaba contribuyendo a la propagación de la enfermedad, tanto al sancionar la actividad sexual entre una variedad de parejas como al hacer que las personas consultasen a oungans o manbos para obtener consejo médico en lugar de consultar a los médicos. Para comienzos del siglo XXI, varias ONG y otros grupos estaban trabajando en incorporar a oficiantes vudú a la campaña más amplia contra el VIH/SIDA.
El vodú o vudú enseña que factores sobrenaturales causan o exacerban muchos problemas. Afirma que los humanos pueden causarles daños sobrenaturales a otros, de manera involuntaria o deliberada, en este último caso ejerciendo poder sobre una persona a través de la posesión de cabello o recortes de uñas que le pertenecen. Los vuduistas también creer a menudo que otras entidades pueden causar daños sobrenaturales. El lougawou (hombre lobo) es un ser humano, usualmente hembra, que se transforma en un animal y drena la sangre de víctimas mientras duermen, mientras que los miembros de la sociedad secreta de Bizango son temidos por su supuesta habilidad para transformarse en perros, en cuya forma caminan por las calles de noche.
Un individuo que recurre a los loa para dañar a otros es llamado choché,bòkò o bokor, si bien este último término puede referirse también a un oungan en general. Se les describe como alguien que sert des deux mains («sirve con ambas manos»), o que es travaillant des deux mains («que trabaja con ambas manos»). Tales practicantes emplean baka, espíritus malévolos a veces en forma de animal. Se cree también que los bòko trabajan con lwa achte («loas comprados»), porque los loas buenos los han rechazado como indignos. Sus rituales a menudo se asocian con los ritos petwo, y son similares a la obeah jamaiquina. Según la creencia popular haitiana, estos bòkò toman parte en anvwamò o expediciones, enfrentando a los muertos contra una persona para causarle enfermedad o muerte repentinas. En la religión haitiana, se cree comúnmente que un objeto puede ser imbuido con cualidades sobrenaturales, convirtiéndolo en un wanga, que luego genera desgracias y enfermedad. En Haití, hay mucha sospecha y censura hacia personas sospechosas de ser bòkò, así como miedos hacia grupos de estos brujos. Se cree que las maldiciones de los bòkò son contrarrestadas por los actos de los oungan y las manbo, quienes pueden revertir la maldición a través de un exorcismo que incorpora invocaciones de loas protectores, masajes y baños. En Haití, algunos oungan y manbo han sido acusados de trabajar activamente con bòkò, organizando que estos últimos maldigan a las personas para poder luego beneficiarse financieramente al eliminar tales maldiciones.

### Funerales y difuntos

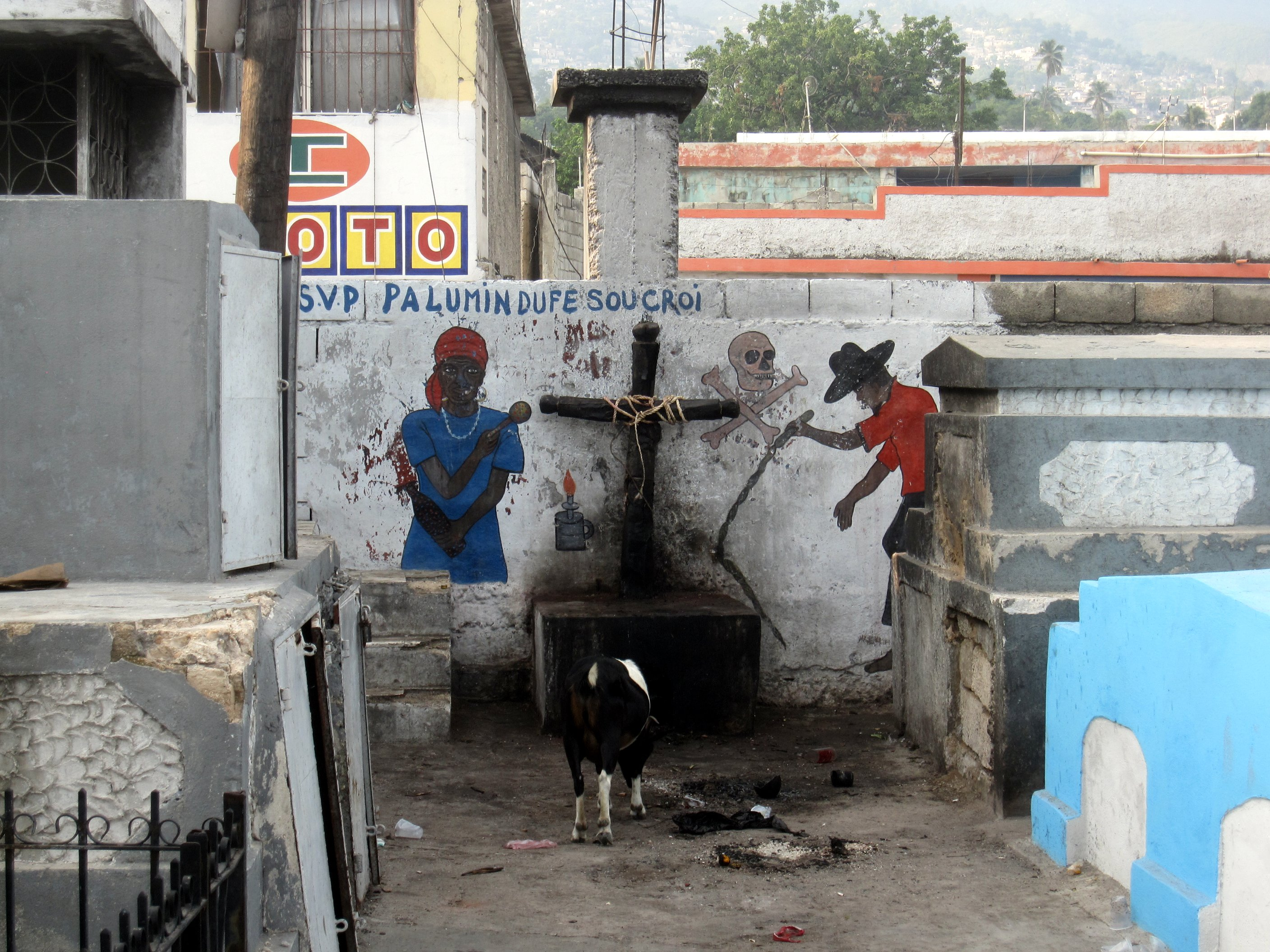
Una cruz en un cementerio haitiano, fotografiada en 2012. El crucifijo es central en la iconografía de los loa gede; el Barón La Croix es un crucifijo público asociado con el Barón Samedi, jefe de los gede.

El vudú incluye costumbres funerarias complejas. Tras la muerte de una persona, el ritual desounen libera al gwo bonnanj de su cuerpo y lo desconecta de su loa tutelar. El cadáver es luego bañado en una infusión de hierbas por una persona que es llamada benyè, quien le da al muerto mensajes para que se los lleve. Sigue un velatorio, el veye. Luego se entierra el cuerpo en el cementerio, a menudo según la costumbre católica. Los cementerios haitianos suelen estar marcados con enormes cruces, símbolos del barón Samedi. En el norte de Haití, se hace un rito adicional en el ounfò el día del funeral, el kase kanari (rotura de la vasija de barro). En este rito, un frasco es lavado con sustancias que incluyen clerén, puesto dentro de una zanja excavada en el piso del peristilo y luego roto. Luego se rellena la zanja. La noche que sigue al funeral, se lleva a cabo la novena en casa del difunto, con oraciones católicas; se les celebra una misa un año después de su fallecimiento.
Los vuduistas creen que el espíritu del practicante habita en el fondo de un lago o río durante un año y un día. Un año y un día después del fallecimiento, puede tener lugar el ritual llamado wete mò nan dlo («sacar a los muertos de las aguas del abismo»), en el que el gwo bonnanj del difunto es recuperado del reino de los muertos y puesto en una vasija de barro o botella llamada govi. Entonces, instalado en el mundo de los vivos, el gwo bonnanj de este ancestro se considera capaz de ayudar a sus descendientes y guiarlos con su sabiduría. Los practicantes creen en ocasiones que no llevar a cabo este ritual puede resultar en desgracias, enfermedad y muerte para la familia del difunto. Las ofrendas entonces dadas a este espíritu muerto son llamadas manje mò.
Los vuduistas temen la capacidad de los muertos para dañar a los vivos; se cree que el difunto puede, por ejemplo, castigar a sus parientes vivos si estos últimos no los lloran apropiadamente. Otra creencia sobre los muertos y uno de los aspectos más sensacionalizados de la religión haitiana, es la creencia en zombis. Muchos vuduistas creen que un bòkò puede causar la muerte de una persona y luego apoderarse de su ti bon ange, dejando a la víctima dócil y dispuesta a obedecer sus órdenes. Se cree más comúnmente que es el espíritu el que se convierte en zombi, aunque algunos creen que es el cuerpo lo hace. Por lo general, los haitianos no temen a los zombis, sino que más bien temen verse convertidos en uno de ellos.

### Fiestas y romerías

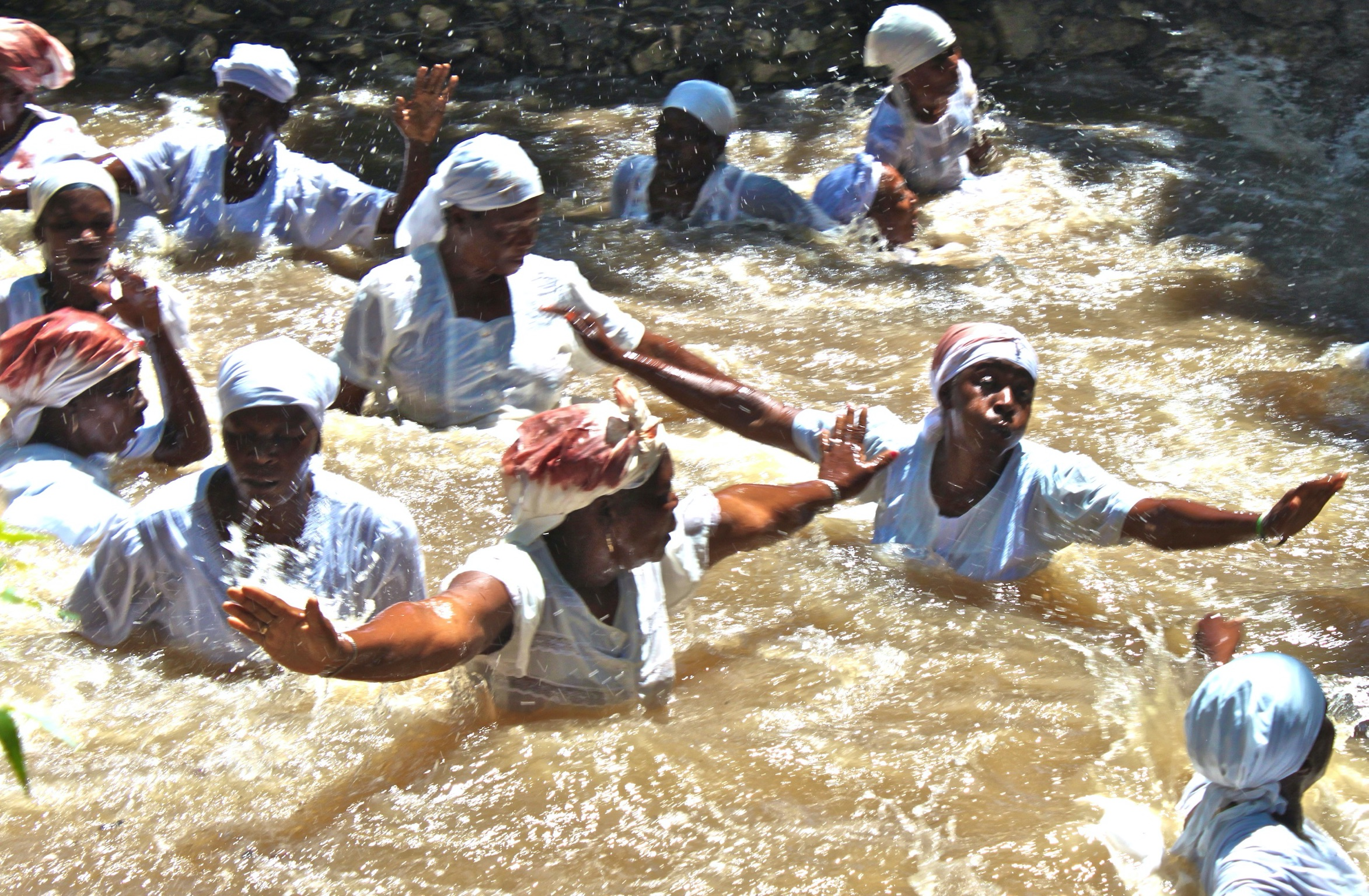
Vuduistas lavándose en un río tras una ceremonia; fotografiado en Haití en 2010

En los días de los santos del calendario católico, los vuduistas a menudo organizan «fiestas de cumpleaños» para el loa asociado con el santo cuyo día se celebra. Durante estas fiestas, es posible que se hagan altares especiales para los loa celebrados, y se les prepara su comida preferida. Las devociones a los loa gede son particularmente comunes en torno a los días de difuntos, el de Todos los Santos (1 de noviembre) y el de los Fieles Difuntos (2 de noviembre). Honrando a los muertos, estas celebraciones tienen lugar principalmente en los cementerios de Puerto Príncipe. En este festival, los devotos de los espíritus Gede se visten de una manera que relacionada con las asociaciones de los Gede con la muerte. Esto incluye usar ropa negra y morada, levitas funerarias, velos negros, sombreros de copa y lentes de sol.
La peregrinación es parte de la cultura religiosa haitiana. A finales de julio, los peregrinos vuduistas visitan Plaine-du-Nord cerca de Bwa Caiman, donde según la leyenda tuvo inicio la revolución haitiana. Allí se hacen sacrificios y los peregrinos se sumergen en los twou (pozas de barro). Los peregrinos suelen congregarse ante la Iglesia de Santiago el Mayor, siendo Santiago equiparado con el loa Ogou. Otro lugar de peregrinaje es Saint d'Eau, una montaña asociada con el loa Èzili Dantò. Los peregrinos visitan un sitio fuera de la ciudad de Ville-Bonheur donde se afirma que Èzili apareció una vez, y se bañan bajo las cascadas. Los peregrinos haitianos suelen llevar cuerdas de colores alrededor de la cabeza o la cintura mientras realizan su peregrinación. Los académicos de la religión Terry Rey y Karen Richman creen que esta costumbre puede derivar de una costumbre congoleña, kanga («atar»), durante la cual se ataban ritualmente objetos sagrados con una cuerda.

## Historia

### Antes de la Revolución

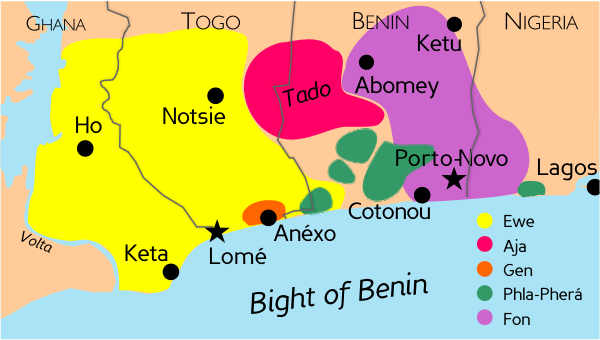
Área de práctica del vodún de África occidental, la religión con mayor influencia en el vudú haitiano

En 1492, la expedición española de Cristóbal Colón estableció la primera colonia europea en La Española. Una creciente presencia europea diezmó a la población indígena de la isla, que probablemente era taína, debido tanto a enfermedades introducidas como a su explotación como mano de obra. Los colonos europeos luego recurrieron a esclavos importados de África Occidental como una nueva fuente de mano de obra, africanos llegando por primera vez a La Española alrededor de 1512. La mayoría de esclavos eran prisioneros de guerra. Algunos probablemente eran sacerdotes de religiones tradicionales, lo que ayudó a transportar sus ritos a las Américas. Otros pueden haber practicado religiones abrahámicas. Algunos probablemente eran musulmanes, si bien el islam ejerció poca influencia en el vudú, mientras que otros probablemente practicaban religiones tradicionales que ya habían absorbido influencias iconográficas católicas.
Para finales del siglo XVI, colonos franceses se estaban asentando en el oeste de La Española; España reconoció la soberanía francesa sobre esa parte de la isla, que se convirtió en Saint-Domingue, en una serie de tratados firmados en 1697. Alejándose de su anterior economía de subsistencia, en el siglo XVIII Saint-Domingue reorientó su economía en torno a la exportación masiva de añil, café, azúcar y cacao a Europa. Para trabajar en las plantaciones, los colonos franceses buscaron mano de obra de diversas fuentes, incluyendo un énfasis renovado en la importación de africanos esclavizados; mientras que había el doble de africanos que de europeos en la colonia en 1681, para 1790 ya había once veces más africanos que europeos. En últimas, Saint-Domingue se convirtió en la colonia con el mayor número de esclavos en el Caribe.
El Code Noir emitido por el rey Luis XIV en 1685 prohibió la práctica abierta de religiones africanas en Saint-Domingue. Este Código obligaba a los dueños de esclavos a bautizar e instruir a sus esclavos como católicos; el hecho de que el proceso de esclavización llevó a que estos africanos se convirtieran al cristianismo fue una forma clave en la que los dueños de esclavos buscaron legitimar moralmente sus acciones. Con todo, muchos dueños de esclavos mostraron poco interés en que sus esclavos fueran instruidos en la enseñanza católica; a menudo no querían que sus esclavos se pasaran el tiempo celebrando días de santos en lugar de trabajar y también les preocupaba que las congregaciones negras pudieran proporcionar un espacio que fomentara revueltas.
La esclavitud destruyó el tejido social de las religiones tradicionales africanas, que por típicamente estaban enraizadas en la pertenencia étnica y familiar. Si bien ciertos supuestos culturales sobre la naturaleza del universo habrían sido ampliamente compartidos entre los africanos esclavizados, estos provenían de contextos lingüísticos y etnoculturales diversos y tuvieron que forjar prácticas culturales comunes en La Española. Gradualmente a lo largo del siglo XVIII, el vodú o vudú surgió como «un compuesto de varias tradiciones étnicas africanas», fusionando diversas prácticas en una forma más cohesiva. Estas religiones africanas tenían que practicarse en secreto, y la iconografía y rituales católicos probablemente se adoptaron para ocultar la verdadera identidad de las deidades a las que servían los africanos esclavizados. Esto resultó en el sistema de correspondencias entre espíritus africanos y santos católicos. Los afrohaitianos adoptaron otros aspectos de la cultura colonial francesa; el vudú se inspiró en los grimorios europeos, así como en las comedias europeas. También influyó la francmasonería, una vez que se establecieran logias masónicas a lo largo de Saint-Domingue en el siglo XVIII. Los rituales del vudú se llevaban a cabo en secreto, generalmente de noche; uno de esos ritos fue descrito durante la década de 1790 por un hombre blanco, Médéric Louis Élie Moreau de Saint-Méry. Algunos afro-haitianos esclavizados escaparon para formar grupos cimarrones, que a menudo practicaban el vudú en formas influenciadas por los contextos étnico-culturales de sus líderes.

### La revolución haitiana y elsigloXIX

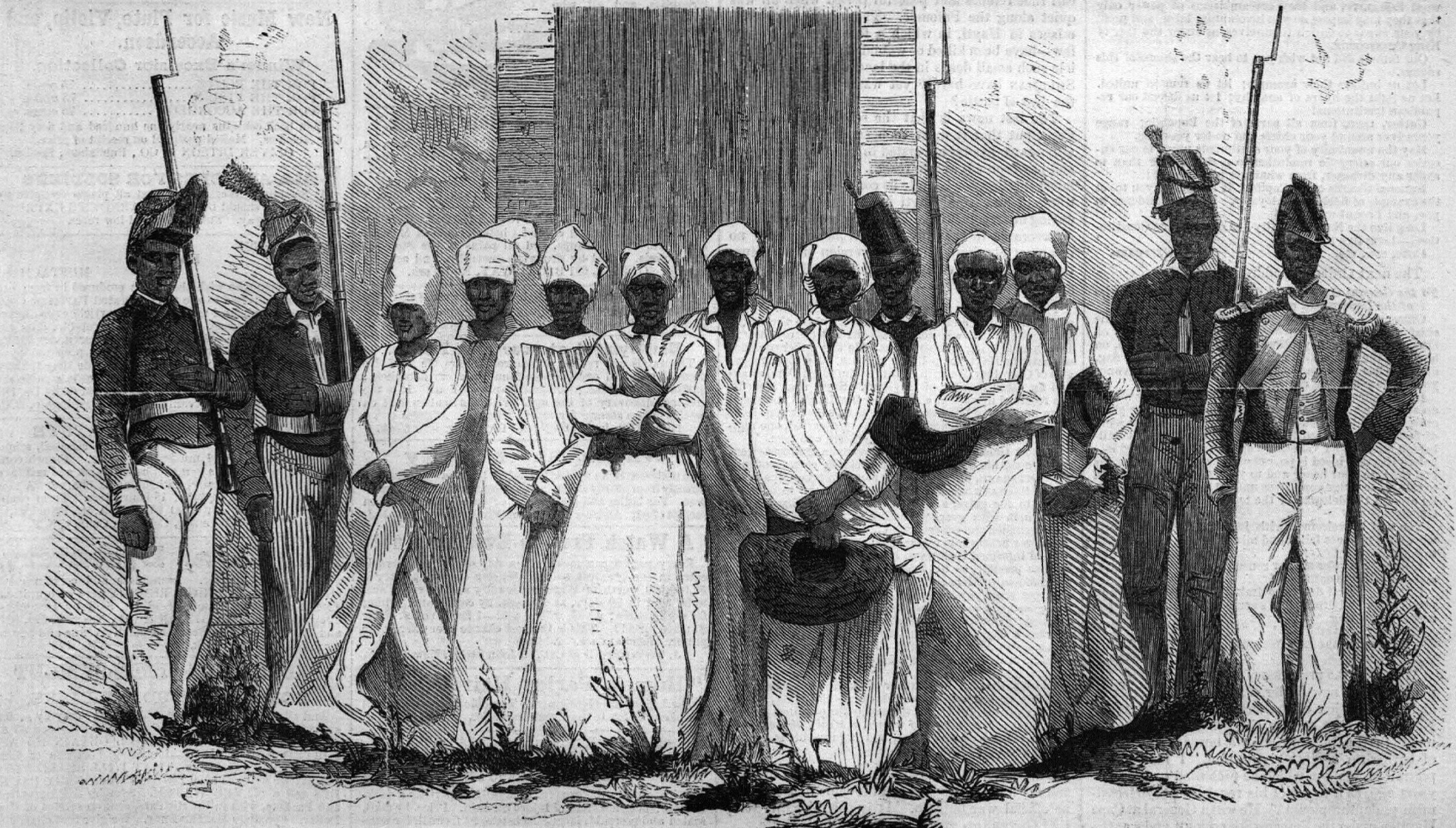
El asunto de Bizoton de 1864. El asesinato y la supuesta canibalización de un niño por parte de ocho devotos del vudú provocó un escándalo en todo el mundo y fue tomado como prueba de la naturaleza malévola del vudú.

Mientras los académicos debaten el rol del vudú en la revolución haitiana, en la cultura haitiana se ha afirmado durante mucho tiempo que la religión tuvo un papel vital en ella. Dos de los primeros líderes de la revolución, Boukman y François Mackandal, tenían fama de ser poderosos oungans. Según la leyenda, el 14 de agosto de 1791 tuvo lugar un ritual vudú en Bois-Caïman en el que los participantes juraron derrocar a los dueños de esclavos. Tras este ritual, masacraron a blancos que vivían en el área local, lo que provocó la Revolución. Si bien este es un relato popular en el folklore haitiano, no hay evidencia histórica que lo respalde. Como fuere, en medio de una creciente rebelión, el emperador francés Napoleón Bonaparte ordenó que se enviaran tropas, comandadas por Charles Leclerc, a la colonia en 1801. En 1803, el ejército francés admitió la derrota y el líder rebelde Jean-Jacques Dessalines proclamó a Saint-Domingue como una nueva república llamada Haití. Tras la muerte de Dessalines en 1806, Haití se dividió en dos países antes de reunirse en 1822.
La Revolución disolvió los grandes latifundios y creó una sociedad de pequeños agricultores de subsistencia. Los haitianos comenzaron a vivir en gran medida en lakous, complejos familiares extensos, lo que permitió la preservación de religiones criollas de origen africano. Tales lakous a menudo tenían sus propios lwa rasin (loas de raíz), entrelazados con conceptos de tierra y parentesco. Muchos misioneros católicos habían sido asesinados durante la Revolución, y tras su victoria, Dessalines se declaró cabeza de la Iglesia en Haití. En protesta por estas acciones, la Iglesia Católica cortó lazos con Haití en 1805; esto permitió que el vudú predominara en el país. Muchos templos católicos que habían quedado abandonadas por las congregaciones católicas fueron adoptadas para ritos vudú, continuando la sincretización entre los diferentes sistemas. A este punto, sin que llegaran ya nuevos esclavos de África, el vudú comenzó a estabilizarse, pasando de ser «una serie ampliamente dispersa de cultos locales» a «una religión». La Iglesia Católica restableció su presencia formal en Haití en 1860.
Los primeros tres presidentes de Haití buscaron suprimir el vudú, enviando a la policía a disolver rituales nocturnos, pues la temían como fuente de rebelión. En 1847, Faustino Soulouque se convirtió en presidente. Faustino simpatizaba con el vudú y permitió que fuera practicafo más abiertamente. En el asunto de Bizoton de 1863, varios practicantes de vudú fueron acusados de matar ritualmente a un niño antes de comérselo canibalísticamente. Fuentes históricas sugieren que es posible que les hayan torturado antes de confesar el crimen, tras lo cual fueron ejecutados. El asunto recibió mucha atención.

### SigloXXhasta el presente
Los Estados Unidos ocuparon Haití entre 1915 y 1934. Esto alentó el interés internacional en el vudú, presentado en los escritos sensacionalistas de Faustino Wirkus, William Seabrook y John Craige. Algunos practicantes organizaron espectáculos basados en rituales vudú con el objeto de entretener turistas, especialmente en Puerto Príncipe. Durante este período también se apreció una creciente migración del campo a las ciudades en Haití, y una creciente influencia de la Iglesia católica. Durante las primeras tres décadas del siglo XX, miles de haitianos emigraron a Cuba para trabajar en la expansión de la industria azucarera, asentándose principalmente en las provincias orientales. Allí, el vudú se extendió más allá de los haitiano-cubanos y fue adoptado por otros cubanos, incluyendo aquellos que practicaban la santería.
En 1941 inició la llamada Operation Nettoyage (Operación Limpieza), un proceso respaldado por la Iglesia católica para suprimir el vudú, lo que resultó en la destrucción de muchos ounfòs y parafernalia del vudú. Respuestas violentas de parte de los vuduistas llevaron a que el presidente Élie Lescot abandonara la Operación. Mientras tanto, durante la ocupación, el movimiento indigenista entre las clases medias de Haití fomentó una valoración más positiva del vudú y la cultura campesina, una tendencia apoyada por la aparición de investigaciones etnológicas profesionales sobre el tema.
La influencia de la Iglesia en Haití fue limitada por François Duvalier, el presidente de Haití entre 1957 y 1971. Si bien Duvalier restauró el rol del catolicismo como religión estatal, Duvalier era ampliamente percibido como un defensor del vudú, al que llamo «el factor supremo de la unidad haitiana». Lo utilizó para sus propios fines, alentando rumores sobre sus propios poderes de hechicería. Bajo su gobierno se duplicaron las redes regionales de oungans como chefs-de-sections (jefes de sección rural) a lo largo del país. Después de que su hijo, Jean-Claude Duvalier, fuera destituido del cargo en 1986, hubo ataques contra vuduistas de los que se creía que apoyaban a los Duvalier, en parte motivados por campañas protestantes contra el vudú; los practicantes denominaron a esta violencia «Dechoukaj» («desarraigo»). Se formaron dos grupos, Zantray y Bode Nasyonal, para defender los derechos de los vuduístas, realizando mítines y manifestaciones en Haití. La constitución de Haití de 1987 consagró la libertad de culto, tras lo cual el presidente Jean-Bertrand Aristide otorgó reconocimiento oficial al vudú en 2003, permitiendo así que vuduistas puedan oficiar ceremonias civiles como bodas y funerales.

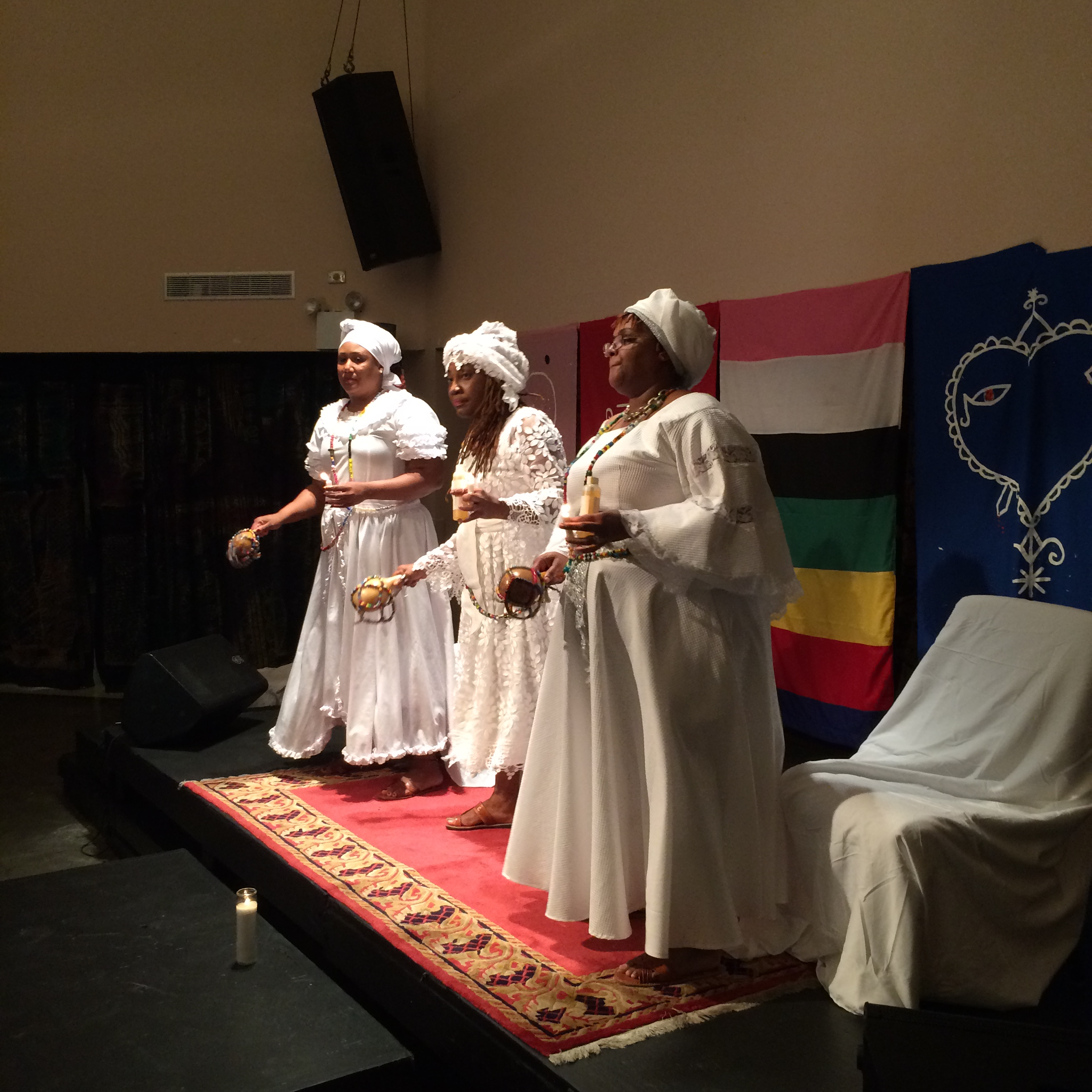
Una ceremonia de vudú que tuvo lugar en el National Black Theatre de la ciudad de Nueva York en 2017

A partir de la década de 1990, el protestantismo evangélico ha crecido en Haití, generando tensiones con los vuduistas; estos protestantes consideran que el vudú es satánico, y, a diferencia de las autoridades católicas, generalmente se han negado a llegar a un acuerdo con los vuduistas. El terremoto de Haití de 2010 impulsó las conversiones del vudú al protestantismo, y muchos protestantes, entre ellos el televangelista estadounidense Pat Robertson, afirmaron que el terremoto era un castigo por los pecados de la población haitiana, entre ellos su práctica del vudú. A raíz del terremoto, y de nuevo a raíz del brote de cólera de 2010, ocurrieron ataques de turbas contra vuduistas.
Una masiva emigración haitiana empezó en 1957 cuando personas en su mayoría de clases media y alta huyeron del gobierno de Duvalier, emigración que se intensificó después de 1971 cuando muchos haitianos más pobres intentaron también escapar al extranjero. Muchos de estos inmigrantes se llevaron con ellos el vudú. En los EE. UU., el vudú ha atraído a personas no haitianas, en particular afroamericanos y migrantes de otras partes de la región del Caribe. Allí, el vudú se ha sincretizado con otros sistemas religiosos como la santería o el espiritismo. En los EE. UU., personas que buscaban revivir el vudú de Luisiana durante la última parte del siglo XX iniciaron prácticas que acercaron tal religión más al vudú haitiano o la santería que a lo que parece haber sido el vudú de Luisiana a comienzos de ese siglo.

## Demografía
Es difícil determinar cuántos haitianos practican el vudú, en gran parte porque el país nunca ha tenido un censo preciso y muchos vuduistas no admiten abiertamente que practican la religión. Con todo, es la religión mayoritaria de Haití, en tanto la mayoría de haitianos practican tanto el vudú como el catolicismo. Un chiste frecuente sobre Haití sostiene que la población de la isla es 85% católica, 15% protestante y 100% vudú. Incluso algunos de quienes rechazan el vudú reconocen sus estrechas asociaciones con la identidad haitiana. A mediados del siglo XX, Métraux señaló que la mayoría de campesinos y el proletariado urbano de Haití practicaban el vudú. Se estima que 80% de los haitianos practican el vudú; en 1992, Desmangles calculó el número de practicantes en seis millones. No todos participan en la religión en todo momento, pero muchos recurren a la ayuda de sacerdotes y sacerdotisas vudú en momentos de necesidad.
Las personas aprenden sobre la religión participando en sus rituales, bien en sus hogares o en el templo, más que a través de clases especiales. Los niños aprenden a participar en la religión principalmente observando a los adultos. El vudú no se enfoca en el proselitismo; según Brown, «no tiene pretensiones de universalidad». No obstante, se ha extendido más allá de Haití, incluyendo otras islas del Caribe como la República Dominicana, Cuba o Puerto Rico, e incluso a Francia y los Estados Unidos. Hay ounfòs importantes en ciudades estadounidenses como Miami, Nueva York, Washington D. C., Boston u Oakland, California.

## Recepción
Varios académicos describen al vudú como una de las religiones más difamadas e incomprendidas del mundo. Su reputación es notoria: en las sociedades angloparlantes, francoparlantes e incluso hispanoparlantes más amplias, se le ha asociado extensamente con la hechicería, la brujería y la magia negra. En la cultura popular estadounidense, por ejemplo, el vudú haitiano suele describirse y mostrarse como destructivo y malévolo, actitudes que a veces están asociadas con el racismo contra los negros. Muchas personas no practicantes han escrito o mostrado a menudo el vudú en la literatura, el teatro y el cine. En muchos casos, como en las películas White Zombie (1932) o London Voodoo (2004), promueven perspectivas sensacionalistas de la religión. La falta de una autoridad central en el vudú ha obstaculizado esfuerzos para combatir tales representaciones negativas.
La relación de la humanidad con los loa ha sido un motivo recurrente en el arte haitiano, y el panteón vudú fue un motivo importante para los artistas del «Renacimiento haitiano» de mediados del siglo XX. Coleccionistas de arte empezaron a interesarse por la parafernalia ritual del vudú a fines de la década de 1950, y ya para la década de 1970 había surgido un mercado establecido para este material, siendo algunos materiales comercializados para la venta en el extranjero. Se han hecho en el extranjero exhibiciones de material ritual vudú; la exhibición del Museo Fowler sobre «Artes sagradas del vudú haitiano», por ejemplo, itineró por los EE. UU. durante tres años en la década de 1990. El vudú ha aparecido asimismo en la literatura haitiana, y también ha influido en la música haitiana, como en el caso de la banda de rock Boukman Eksperyans, mientras que compañías de teatro han realizado rituales de vudú simulados para audiencias fuera de Haití. Han aparecido documentales centrados en el vudú—por ejemplo Divine Horsemen de Maya Deren (1954; culminado de manera póstuma en 1985) o Of Men and Gods de Anne Lescot y Laurence Magloire (2002) — que a su vez han alentado a algunos espectadores a adoptar un interés práctico en la religión.

### Citas
1. ↑  Germain, 2011, p. 254.
2. ↑  Desmangles, 1992, p. 93.
3. ↑  Desmangles, 1992, pp. xi, 1.
4. 1 2  Cosentino, 1995a, p. 29.
5. ↑  Derby, 2015, p. 397.
6. ↑  Mintz y Trouillot, 1995, p. 123.
7. ↑  Mintz y Trouillot, 1995, p. 128.
8. ↑  McAlister, 1995, p. 308.
9. ↑  Blier, 1995, p. 84.
10. 1 2  Fernández Olmos y Paravisini-Gebert, 2011, p. 117.
11. ↑  Desmangles, 1992, p. 172.
12. ↑  Fandrich, 2007, p. 782.
13. 1 2 3  Thylefors, 2009, p. 74.
14. ↑  Johnson, 2002, p. 9.
15. ↑  McAlister, 1995, p. 319.
16. 1 2 3 4 5 6 7 8  Fernández Olmos y Paravisini-Gebert, 2011, p. 120.
17. 1 2  Cosentino, 1995a, p. 53.
18. 1 2 3  Ramsey, 2011, p. 7.
19. 1 2 3  Métraux, 1972, p. 61.
20. 1 2 3  Michel, 1996, p. 285.
21. ↑  Basquiat, 2004, pp. 25–26.
22. 1 2  Cosentino, 1995a, p. 44.
23. ↑  Emore, 2021, p. 59.
24. ↑  Viddal, 2012, p. 226.
25. ↑  Cosentino, 1995a, p. 43.
26. ↑  Cosentino, 1995a, p. 32.
27. ↑  Blier, 1995, p. 61.
28. ↑  Fernández Olmos y Paravisini-Gebert, 2011, p. 116.
29. 1 2  Derby, 2015, p. 407.
30. ↑  Ramsey, 2012.
31. ↑  Desmangles, 1992, p. xii.
32. ↑  Desmangles, 1992, p. xi.
33. ↑  Desmangles, 2012, pp. 26, 27.
34. ↑  Desmangles, 1992, p. 159.
35. ↑  Desmangles, 1992, p. 97.
36. 1 2 3  Desmangles, 1992, p. 96.
37. 1 2 3  Métraux, 1972, p. 82.
38. 1 2 3  Brown, 1991, p. 111.
39. ↑  Hebblethwaite, 2015, p. 5.
40. 1 2  Métraux, 1972, p. 84.
41. ↑  Desmangles, 1992, p. 98.
42. ↑  Desmangles, 1992, p. 81.
43. 1 2 3  Brown, 1991, p. 6.
44. 1 2 3 4  Métraux, 1972, p. 92.
45. ↑  Métraux, 1972, p. 97.
46. ↑  Métraux, 1972, p. 99.
47. ↑  Métraux, 1972, p. 28.
48. ↑  Métraux, 1972, pp. 84-85.
49. ↑  Métraux, 1972, p. 91.
50. ↑  Houlberg, 1995, pp. 267-268.
51. ↑  Métraux, 1972, pp. 66, 120.
52. ↑  Métraux, 1972, p. 87.
53. 1 2 3  Fernández Olmos y Paravisini-Gebert, 2011, p. 125.
54. ↑  Apter, 2002, p. 240.
55. ↑  Apter, 2002, p. 238.
56. 1 2  Apter, 2002, p. 239.
57. ↑  Apter, 2002, p. 248.
58. ↑  Fernández Olmos y Paravisini-Gebert, 2011, p. 132.
59. 1 2 3 4 5 6 7 8 9  Fernández Olmos y Paravisini-Gebert, 2011, p. 133.
60. ↑  Fernández Olmos y Paravisini-Gebert, 2011, p. 126.
61. ↑  Fernández Olmos y Paravisini-Gebert, 2011, pp. 126–127.
62. ↑  Brown, 1991, p. 156.
63. ↑  Métraux, 1972, pp. 107–108.
64. ↑  Métraux, 1972, p. 106.
65. ↑  Métraux, 1972, pp. 106–107.
66. ↑  Fernández Olmos y Paravisini-Gebert, 2011, p. 127.
67. ↑  Métraux, 1972, p. 105.
68. ↑  Cosentino, 1995c, pp. 405-406.
69. ↑  Métraux, 1972, p. 114.
70. ↑  Beasley, 2010, p. 43.
71. 1 2 3 4  Desmangles, 1990, p. 475.
72. 1 2  Cosentino, 1995b, p. 253.
73. 1 2  Polk, 1995, pp. 326-327.
74. ↑  Brown, 1995, p. 215.
75. ↑  Desmangles, 1992, p. 64.
76. ↑  Desmangles, 1992, p. 66.
77. 1 2 3 4 5  Fernández Olmos y Paravisini-Gebert, 2011, p. 134.
78. ↑  Brown, 1991, p. 61.
79. ↑  Brown, 1991, p. 112.
80. ↑  Brown, 1991, p. 133.
81. ↑  Brown, 1991, pp. 133–134.
82. ↑  Desmangles, 1992, pp. 68-69.
83. ↑  Desmangles, 1992, p. 75.
84. ↑  Desmangles, 1992, pp. 70-71.
85. ↑  Desmangles, 1992, p. 69.
86. ↑  Métraux, 1972, p. 112.
87. ↑  Brown, 1991, p. 242.
88. ↑  Michel, 2001, p. 78.
89. 1 2 3 4 5 6  Fernández Olmos y Paravisini-Gebert, 2011, p. 140.
90. ↑  Brown, 1991, p. 132.
91. ↑  Michel, 2001, p. 75.
92. ↑  Brown, 1991, p. 13.
93. 1 2 3  Mintz y Trouillot, 1995, p. 131.
94. 1 2  Brown, 1991, p. 241.
95. ↑  Métraux, 1972, p. 60.
96. ↑  Brown, 1991, pp. 242, 254.
97. ↑  Ramsey, 2011, p. 9.
98. 1 2  Brown, 1991, p. 188.
99. ↑  Desmangles, 1992, p. 111.
100. ↑  Desmangles, 1992, p. 161.
101. ↑  Hebblethwaite, 2015, p. 4.
102. ↑  Hebblethwaite, 2015, pp. 15–16.
103. ↑  Brown, 1991, p. 220.
104. ↑  Michel, 2001, p. 62.
105. ↑  Hammond, 2012, p. 72.
106. 1 2 3  Métraux, 1972, p. 64.
107. ↑  Cosentino, 1995a, p. 35.
108. 1 2 3  Fernández Olmos y Paravisini-Gebert, 2011, p. 124.
109. 1 2  Fernández Olmos y Paravisini-Gebert, 2011, p. 141.
110. ↑  Brown, 1991, p. 134.
111. ↑  Boutros, 2011, p. 188.
112. ↑  Brown, 1991, pp. 166-167.
113. ↑  Hebblethwaite, 2015, p. 12.
114. 1 2 3 4  Hebblethwaite, 2015, p. 13.
115. 1 2  McAlister, 1995, p. 318.
116. ↑  Brown, 1991, p. 221.
117. 1 2 3  Fernández Olmos y Paravisini-Gebert, 2011, p. 121.
118. ↑  Métraux, 1972, p. 67.
119. ↑  Ramsey, 2011, pp. 7–8.
120. 1 2 3 4  Ramsey, 2011, p. 8.
121. 1 2 3 4  Métraux, 1972, p. 65.
122. 1 2 3  Métraux, 1972, p. 68.
123. ↑  Métraux, 1972, p. 69.
124. 1 2  Métraux, 1972, p. 73.
125. 1 2 3 4 5  Fernández Olmos y Paravisini-Gebert, 2011, p. 123.
126. ↑  Fernández Olmos y Paravisini-Gebert, 2011, pp. 121–122.
127. 1 2 3 4 5 6  Fernández Olmos y Paravisini-Gebert, 2011, p. 122.
128. ↑  Métraux, 1972, p. 63.
129. ↑  Apter, 2002, pp. 239-240.
130. ↑  Métraux, 1972, p. 76.
131. 1 2  Métraux, 1972, p. 75.
132. 1 2  Métraux, 1972, p. 74.
133. ↑  Michel, 1996, p. 287.
134. ↑  Métraux, 1972, pp. 62–63.
135. 1 2 3 4  Hebblethwaite, 2015, p. 14.
136. ↑  Métraux, 1972, p. 62.
137. ↑  Métraux, 1972, p. 77.
138. ↑  Métraux, 1972, p. 19.
139. 1 2  Desmangles, 1992, p. 105.
140. 1 2 3 4  Wilcken, 2005, p. 194.
141. ↑  Brown, 1991, p. 37.
142. ↑  Brown, 1991, pp. 55, 377-378.
143. ↑  Métraux, 1972, p. 78.
144. 1 2  Métraux, 1972, p. 80.
145. ↑  Métraux, 1972, pp. 80–81.
146. 1 2 3  Métraux, 1972, p. 81.
147. 1 2 3  Métraux, 1972, p. 70.
148. ↑  Métraux, 1972, p. 71.
149. ↑  Métraux, 1972, p. 72.
150. ↑  Brown, 1991, p. 10.
151. 1 2 3  Michel, 1996, p. 290.
152. ↑  Fernández Olmos y Paravisini-Gebert, 2011, pp. 124, 133.
153. ↑  Métraux, 1972, p. 157.
154. ↑  Brown, 1991, p. 356.
155. ↑  Métraux, 1972, p. 193.
156. ↑  Métraux, 1972, p. 195.
157. ↑  Métraux, 1972, p. 201.
158. ↑  Métraux, 1972, p. 199.
159. ↑  Métraux, 1972, p. 202.
160. ↑  Brown, 1991, p. 351.
161. ↑  Métraux, 1972, p. 244.
162. ↑  Desmangles, 1992, p. 86.
163. ↑  Cosentino, 2005, pp. 239-240.
164. ↑  Cosentino, 2005, p. 244.
165. ↑  Cosentino, 1995c, p. 408.
166. ↑  Desmangles, 1992, p. 85.
167. 1 2 3 4  Michel, 1996, p. 284.
168. ↑  Brown, 1991, p. 364.
169. ↑  Brown, 1991, p. 369.
170. ↑  Cosentino, 2005, p. 237.
171. ↑  Michel, 1996, pp. 284–285.
172. 1 2  Métraux, 1972, p. 165.
173. ↑  Fernández Olmos y Paravisini-Gebert, 2011, p. 142.
174. ↑  Desmangles, 1992, p. 87.
175. ↑  Métraux, 1972, p. 153.
176. 1 2  Métraux, 1972, p. 66.
177. ↑  Métraux, 1972, p. 166.
178. 1 2 3 4  Fernández Olmos y Paravisini-Gebert, 2011, p. 139.
179. 1 2  Métraux, 1972, p. 168.
180. ↑  Métraux, 1972, p. 169.
181. 1 2  Métraux, 1972, p. 173.
182. ↑  Métraux, 1972, p. 175.
183. ↑  Deren, 1953, p. 216.
184. ↑  Métraux, 1972, p. 103.
185. 1 2  Brown, 1991, p. 49.
186. 1 2 3  Fernández Olmos y Paravisini-Gebert, 2011, p. 143.
187. ↑  Desmangles, 1992, p. 103.
188. ↑  Desmangles, 1992, pp. 87-88.
189. ↑  Brown, 1991, pp. 53–54.
190. 1 2 3  Brown, 1991, p. 54.
191. ↑  Brown, 1991, p. 55.
192. ↑  Fernández Olmos y Paravisini-Gebert, 2011, pp. 124–125.
193. ↑  Métraux, 1972, p. 177.
194. ↑  Fernández Olmos y Paravisini-Gebert, 2011, pp. 123–124, 135.
195. ↑  Métraux, 1972, p. 182.
196. 1 2 3  Fernández Olmos y Paravisini-Gebert, 2011, p. 136.
197. ↑  Métraux, 1972, p. 180.
198. ↑  Métraux, 1972, p. 178.
199. 1 2  Fernández Olmos y Paravisini-Gebert, 2011, p. 135.
200. ↑  Wilcken, 2005, pp. 195–196.
201. 1 2 3 4 5  Wilcken, 2005, p. 195.
202. ↑  Métraux, 1972, p. 188-189.
203. ↑  Fernández Olmos y Paravisini-Gebert, 2011, p. 137.
204. ↑  Métraux, 1972, p. 190.
205. 1 2 3 4 5 6 7  Fernández Olmos y Paravisini-Gebert, 2011, p. 138.
206. ↑  Brown, 1991, p. 373.
207. ↑  Brown, 1991, p. 252.
208. 1 2  Métraux, 1972, p. 128.
209. ↑  Métraux, 1972, p. 123.
210. ↑  Métraux, 1972, p. 131.
211. ↑  Métraux, 1972, pp. 131, 133–34.
212. ↑  Métraux, 1972, p. 144.
213. 1 2 3  Métraux, 1972, p. 321.
214. ↑  Métraux, 1972, pp. 321-322.
215. ↑  Métraux, 1972, p. 322.
216. ↑  Brown, 1991, pp. 4–5.
217. ↑  Métraux, 1972, pp. 305-306.
218. ↑  Brown, 1995, p. 210.
219. ↑  Métraux, 1972, p. 310.
220. ↑  Benoît, 2007, pp. 59, 60.
221. ↑  Benoît, 2007, p. 63.
222. ↑  Brown, 1991, p. 346.
223. ↑  Brown, 1991, p. 347.
224. ↑  Métraux, 1972, p. 246.
225. ↑  Derby, 2015, pp. 402-403.
226. 1 2 3 4 5  Fernández Olmos y Paravisini-Gebert, 2011, p. 149.
227. ↑  Métraux, 1972, p. 293.
228. ↑  Brown, 1991, pp. 368-369.
229. ↑  Métraux, 1972, p. 243.
230. ↑  Desmangles, 1992, p. 73.
231. ↑  Métraux, 1972, p. 250.
232. ↑  Métraux, 1972, p. 257.
233. ↑  Desmangles, 1992, p. 76.
234. ↑  Métraux, 1972, p. 258.
235. ↑  Desmangles, 1992, pp. 81-82.
236. ↑  Métraux, 1972, p. 263.
237. ↑  Métraux, 1972, pp. 243-244.
238. ↑  Métraux, 1972, p. 256.
239. ↑  Fernández Olmos y Paravisini-Gebert, 2011, p. 151.
240. 1 2  Fernández Olmos y Paravisini-Gebert, 2011, p. 153.
241. ↑  Métraux, 1972, pp. 281-282.
242. ↑  Brown, 1991, p. 5.
243. ↑  Brown, 1991, pp. 40–41.
244. ↑  Brown, 1991, pp. 41–43.
245. ↑  Beasley, 2010, pp. 42, 44.
246. 1 2  Rey y Richman, 2010, p. 388.
247. ↑  Brown, 1991, p. 231.
248. ↑  Desmangles, 1992, pp. 134-135.
249. ↑  Rey y Richman, 2010, p. 389.
250. ↑  Desmangles, 1992, pp. 17-18.
251. ↑  Desmangles, 1992, pp. 18-19.
252. ↑  Desmangles, 1992, p. 19.
253. 1 2  Métraux, 1972, p. 30.
254. ↑  Métraux, 1972, p. 31.
255. ↑  Cosentino, 1995a, pp. 31, 35-36.
256. ↑  Desmangles, 1992, p. 21.
257. 1 2  Métraux, 1972, p. 33.
258. ↑  Desmangles, 1990, pp. 476-477.
259. ↑  Mintz y Trouillot, 1995, pp. 125, 127.
260. ↑  Desmangles, 1990, p. 476.
261. ↑  Cosentino, 1995a, p. 33.
262. ↑  Cosentino, 1995a, p. 41.
263. ↑  Thylefors, 2009, pp. 76-77.
264. ↑  Fernández Olmos y Paravisini-Gebert, 2011, p. 118.
265. ↑  Desmangles, 1992, p. 29.
266. ↑  Desmangles, 1992, p. 30.
267. ↑  Desmangles, 1992, p. 38.
268. ↑  Desmangles, 1992, p. 65.
269. ↑  Mintz y Trouillot, 1995, p. 140.
270. 1 2  Desmangles, 1992, p. 42.
271. ↑  Mintz y Trouillot, 1995, p. 139.
272. ↑  Mintz y Trouillot, 1995, p. 134.
273. ↑  Desmangles, 1992, p. 45.
274. ↑  Desmangles, 1992, p. 46.
275. 1 2  Métraux, 1972, p. 52.
276. ↑  Métraux, 1972, p. 16.
277. ↑  Hurbon, 1995, pp. 186-189.
278. ↑  Métraux, 1972, pp. 56–57.
279. 1 2  Desmangles, 1992, p. 50.
280. ↑  Viddal, 2012, pp. 205, 207.
281. ↑  Viddal, 2012, p. 207.
282. ↑  Desmangles, 1992, p. 53.
283. ↑  Mintz y Trouillot, 1995, pp. 141-142.
284. ↑  Desmangles, 1992, pp. 53-54.
285. ↑  Mintz y Trouillot, 1995, p. 144.
286. ↑  Apter, 2002, p. 245.
287. ↑  Apter, 2002, p. 246.
288. ↑  Ramsey, 2011, p. 13.
289. ↑  Hebblethwaite, 2015, p. 6.
290. ↑  Métraux, 1972, p. 57.
291. ↑  Germain, 2011, p. 255.
292. ↑  Germain, 2011, p. 257.
293. ↑  Fernández Olmos y Paravisini-Gebert, 2011, p. 147.
294. ↑  Fernández Olmos y Paravisini-Gebert, 2011, p. 148.
295. ↑  Long, 2002, pp. 96–97.
296. ↑  Desmangles, 1992, p. 52.
297. 1 2  Brown, 1995, p. 212.
298. ↑  Métraux, 1972, p. 15.
299. ↑  Fernández Olmos y Paravisini-Gebert, 2011, p. 119.
300. ↑  Desmangles, 1992, p. 2.
301. ↑  Michel, 1996, p. 283.
302. ↑  Michel, 1996, p. 286.
303. ↑  Hebblethwaite, 2015, p. 1.
304. ↑  Thompson, 1995, p. 119.
305. ↑  Cosentino, 2009, p. 250.
306. ↑  Michel, 2001, p. 69.
307. ↑  Wilcken, 2005, p. 193.
308. ↑  Boutros, 2011, p. 192.
309. ↑  Boutros, 2011, p. 194.
310. ↑  Cosentino, 2005, p. 235.
311. ↑  Girouard, 1995, p. 359.
312. ↑  Cosentino, 1996, p. 8.
313. ↑  Desmangles, 1992, p. 174.
314. ↑  McAlister, 1995, p. 316.
315. ↑  Wilcken, 2007, p. 113.
316. ↑  Hammond, 2012, p. 65.
317. ↑  Boutros, 2011, p. 195.
318. ↑  «Notes on Deren's Haitian Footage». 21 de febrero de 1999. Archivado desde el original el 21 de febrero de 1999. Consultado el 5 de marzo de 2022.
319. ↑  Boutros, 2011, p. 198.